# Schlittschuh

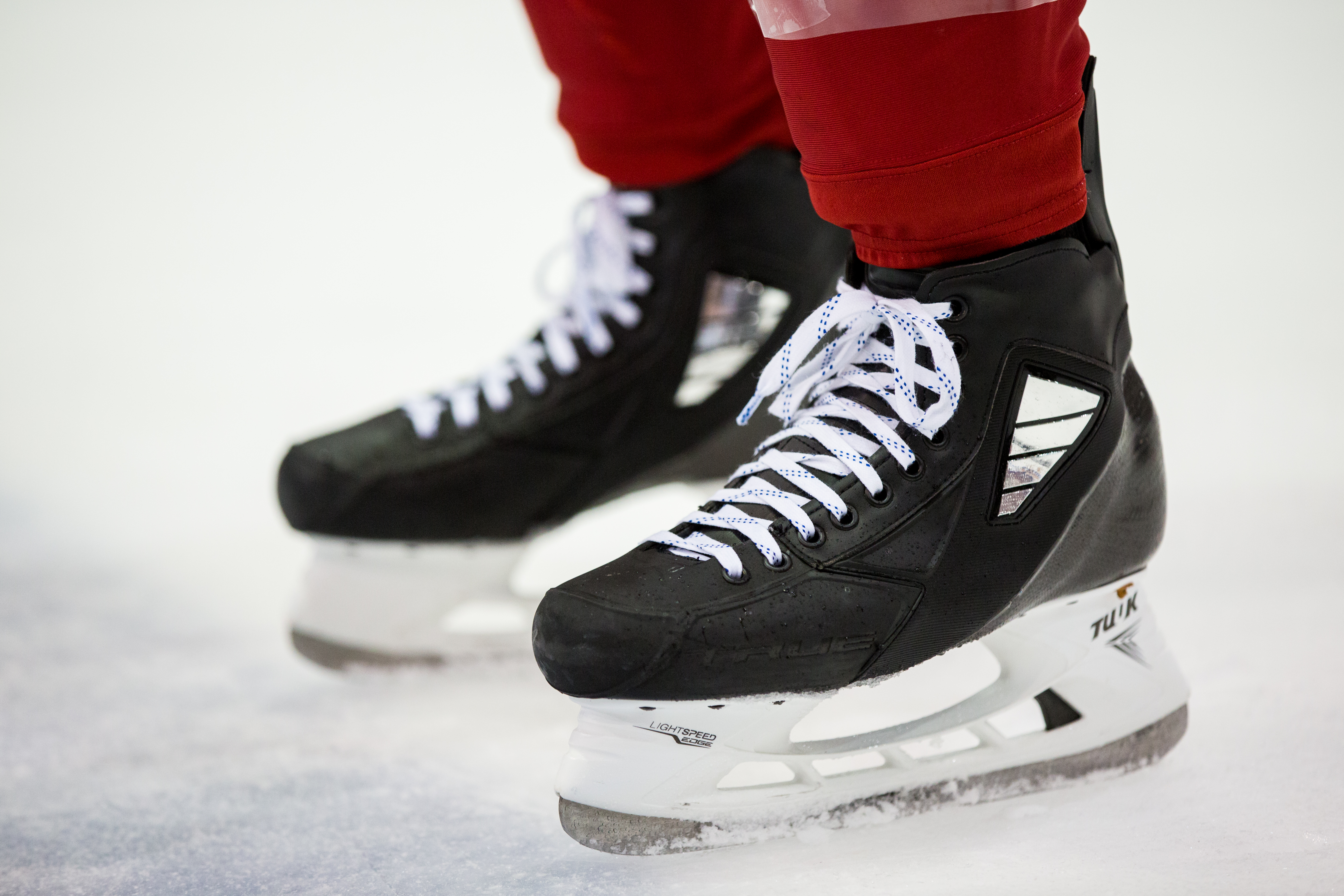
Eishockey

Schlittschuhe (auch Eislaufschuhe) sind spezielle Schuhe für Eisläufer mit Kufen zum Gleiten auf Eisflächen oder synthetischem Eis. Die Fortbewegung mit Schlittschuhen wird als Schlittschuhlaufen, Schlittschuhfahren oder Eislaufen bezeichnet und erfolgt dabei vorwiegend unter Verwendung des Schlittschuhschritts.

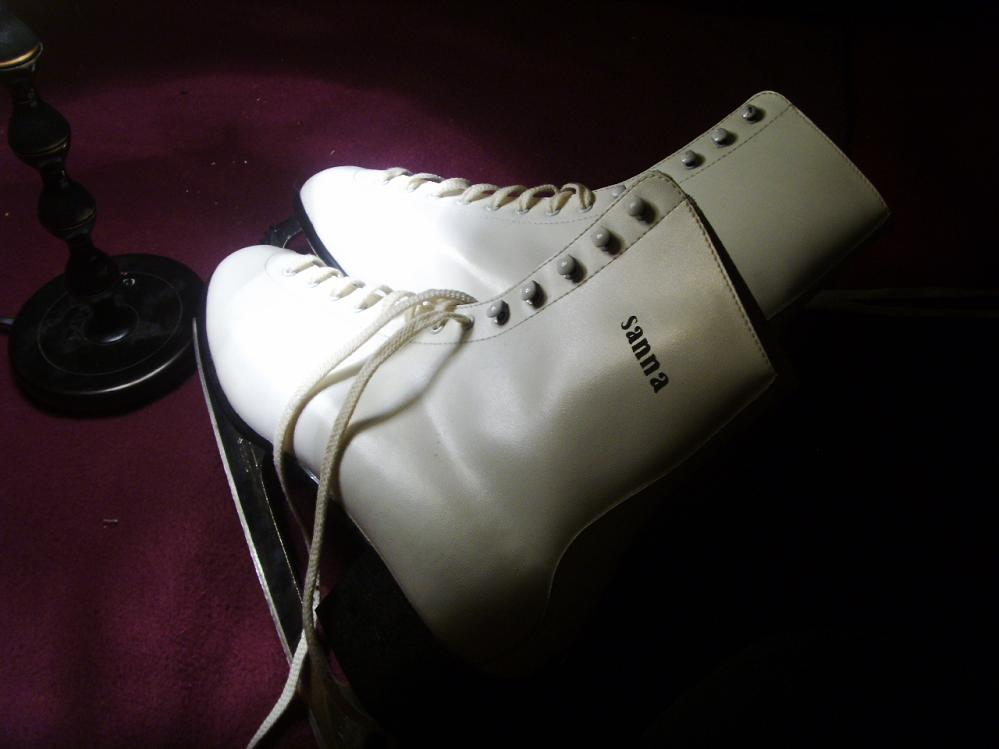
Klassische weiße Schlittschuhe für Eiskunstlauf

Sportarten, die auf unterschiedlichen Schlittschuhformen durchgeführt werden, sind Eiskunstlauf (inkl. Eistanzen), Eishockey, Icefreestyle und Eisschnelllauf.

## Eiskunstlauf
Kunstlauf-Schlittschuhe haben bis zu den Waden hochgeschlossene Schnürstiefel mit ca. 3–4 mm dicken Stahlkufen mit Hohlschliff und einer leichten Krümmung in Längsrichtung. An der vorderen Spitze befinden sich gezackte Ränder zum Abspringen der Sprünge, Drehen der Pirouetten ohne Kantenwechsel und Ausführen einiger Schritte. Die Zacken werden dazu benötigt Toeloop, Flip, Lutz und andere Tippsprünge abzuspringen.
In seiner Form hat sich der Eiskunstlauf-Schlittschuh über die Jahrzehnte optisch wenig verändert. Das Angebot insbesondere an Herrenmodellen hat stark abgenommen, Freizeitläufer bevorzugen mittlerweile eher den Eishockeyschlittschuh.

## Eishockey
Eishockeyschlittschuhe dienen zumeist dem Eishockey oder artverwandten Spielen, werden jedoch auch gerne von Läufern verwendet, welche die wendigen Laufeigenschaften schätzen.
Bis in die 1980er Jahre waren Eishockey-Schuhe aus Leder und hatten eine Kufe, die vollständig aus verchromten Stahl war. Bezüglich der Bauweise gibt es heute eine Vielzahl von Versionen, die zumeist nur noch die Kufenform gemeinsam haben. Kufen mit entsprechenden Eigenschaften sind älter als die Sportart selbst.
Am stärksten unterscheiden sich Verleihschlittschuhe von üblichen Eishockeyschlittschuhen, da sie einen Ratschenverschluss und eine Hartschale haben (die dynamischen Eigenschaften werden dabei stark begrenzt). Allgemein hat sich die Form des bis über das Fußgelenk reichenden angearbeiteten Schnürstiefels bis in die Gegenwart erhalten, die Schnürung ermöglicht eine präzise Anpassung an den Fuß. An Materialien kommen meist hochwertige Kunststoffe (Kevlar, ballistischer Nylon, Spezialkunststoffe) mit zusätzlichem Fersen- beziehungsweise Achillessehnen-Schutz zum Einsatz und etwa 5 mm dicke Stahlkufen mit Hohlschliff und einer leichten Krümmung in Längsrichtung.
Typisch für Eishockeyschlittschuhe sind kurze Modellzyklen, und mitunter optisch ähnliche Modelle in verschiedenen Qualitätsstufen. Als Vergleich wird daher häufig das Gewicht herangezogen, welches heutzutage bei rund 650 bis 800 Gramm pro Schuh liegt, wobei noch die Schuhgröße zu berücksichtigen ist.
Kufen
Die Kufen sind mit Nieten mit dem Stiefel verbunden. Eishockeykufen sind auf Wendigkeit ausgelegt, weshalb sie kürzer sind als die auf Geschwindigkeit ausgelegten Eisschnelllaufkufen. Entscheidend für die Wendigkeit ist der Rocker und der Hohlschliff der Kufen.
Rocker
Der Rocker beschreibt die Länge der Aufstandsfläche, die sich aus der Längskrümmung ergibt. Je kürzer die Aufstandsfläche, desto wendiger und instabiler gegen das Kippen nach vorn und hinten wird der Schuh. Stürmer nutzen daher kürzere Rocker für enge Kurven, Verteidiger eher längere Rocker um die Standfestigkeit zu erhöhen.
Radius des Hohlschliffs
Die Kufen werden mit einem Hohlschliff geschliffen, sodass sie nur mit den beiden Kanten auf dem Eis stehen. Das Maß des Schliffs ist der Radius des Kreises, der in den Hohlschliff passen würde. Je kleiner der Radius, desto schärfer ist die Kufe. Zur Wahl des Radius können auch das Gewicht des Läufers die Eishärte (je weicher das Eis desto größer der Radius) und die Laufweise berücksichtigt werden.

## Eishockeytorhüter
Die Torhüterschlittschuhe des Eishockey sind im Knöchel tiefer geschnitten als Eishockeyschlittschuhe. Der Schwerpunkt ist sehr niedrig. Der Stiefel selbst ist mit gehärtetem Kunststoff ummantelt, der als „Cowling“ bezeichnet wird und die Zehen, Knöchel und Ferse vor Schüssen schützt. Die Kufe ist normalerweise länger und weniger gerundet.

## Eisschnelllauf
Eisschnelllauf-Schlittschuhe haben bis unterhalb des Fußgelenks reichende Schnürschuhe, ursprünglich aus Ziegenleder gefertigt. Die langen Stahlkufen, auch „Brotmesser“ genannt, sind etwa 38 bis 45 Zentimeter lang und haben eine Dicke von etwa 1,3 bis 1,5 Millimetern. Die Lauffläche hat einen Planschliff mit einer schwachen Krümmung in Längsrichtung, die ein „Eingraben“ der Kufe in das Eis verhindern soll. Die Spitze ist gerundet, das hintere Ende von oben schräg nach hinten abfallend.
Im Gegensatz zum rückseitigen Abstoßen beim Kunstlauf stößt sich der Eisschnellläufer auf gerader Strecke mit den Beinen zur Seite ab, wobei die Kufe in ganzer Länge mit der Eisfläche in Kontakt bleibt. Obwohl die langen Kufen den Geradeauslauf stabilisieren sollen, führt gerade die damit erzwungene Abstoßtechnik zu einem weit ausgeprägteren Zickzackkurs. Dennoch wird damit die größtmögliche Geschwindigkeit auf dem Eis erreicht.
Der letzte Entwicklungsstand ist der Klappschlittschuh, bei dem die Kufe beim Anheben der Ferse bei gestrecktem Stoßbein hinten abklappt und erst beim endgültigen Abheben wieder zurückgezogen wird. Spitzen-Sportler erreichen auf Schlittschuhen über mehrere Kilometer bzw. etliche Minuten eine Dauergeschwindigkeit von 45 km/h, im Sprint kurzzeitig bis über 60 km/h.

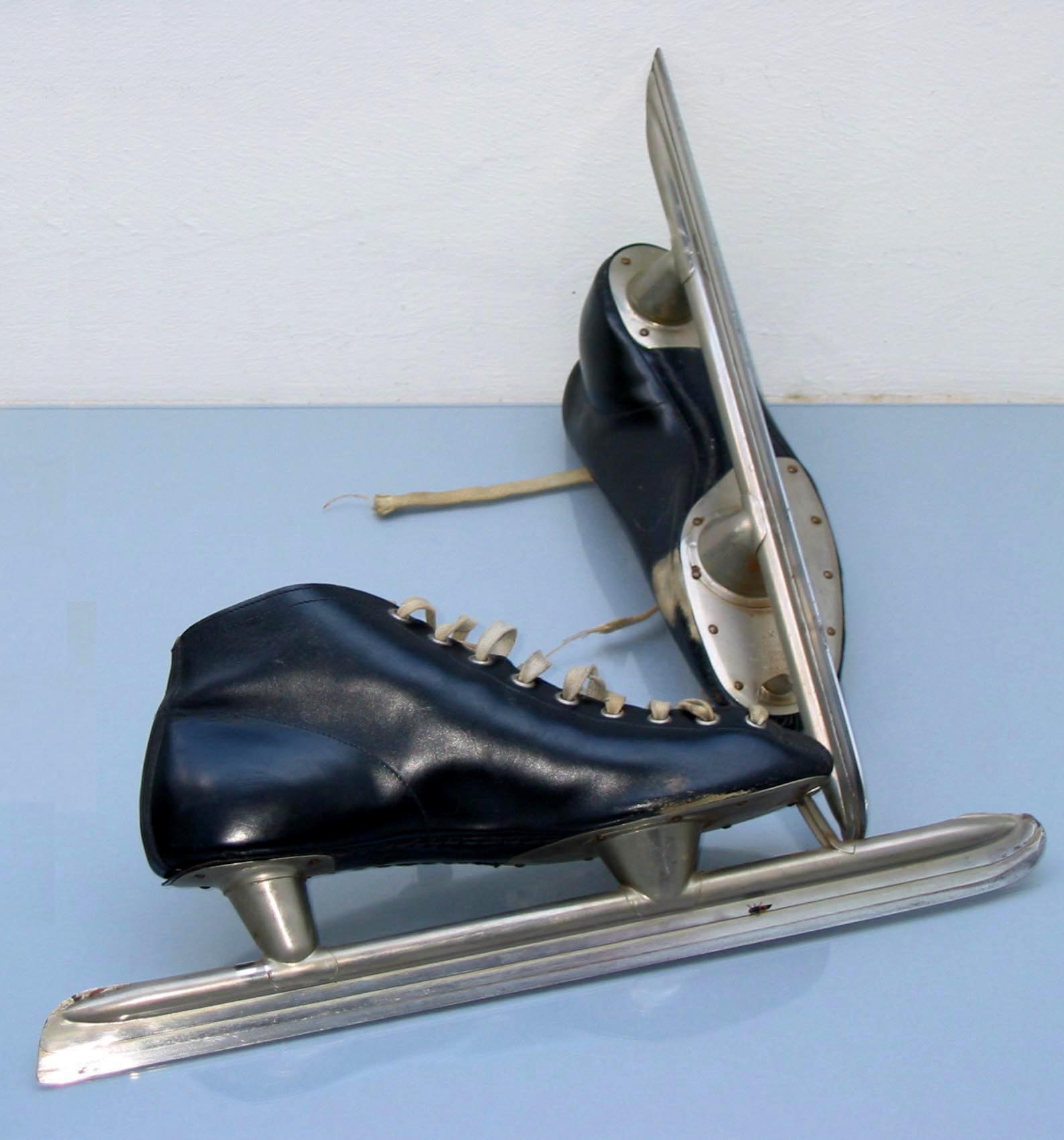
Klassischer Eisschnelllaufschuh
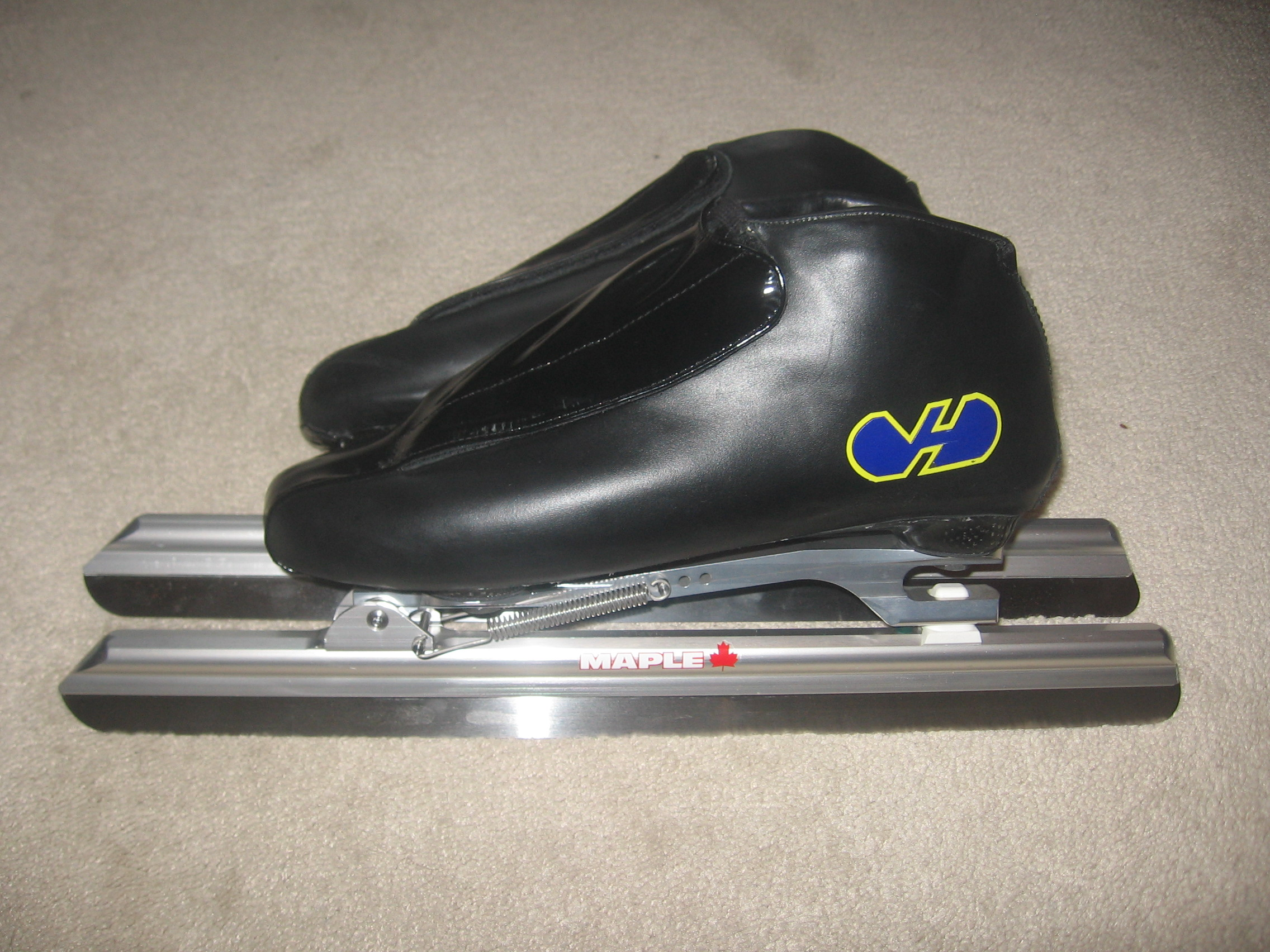
Eisschnelllaufschuh mit Klappmechanismus
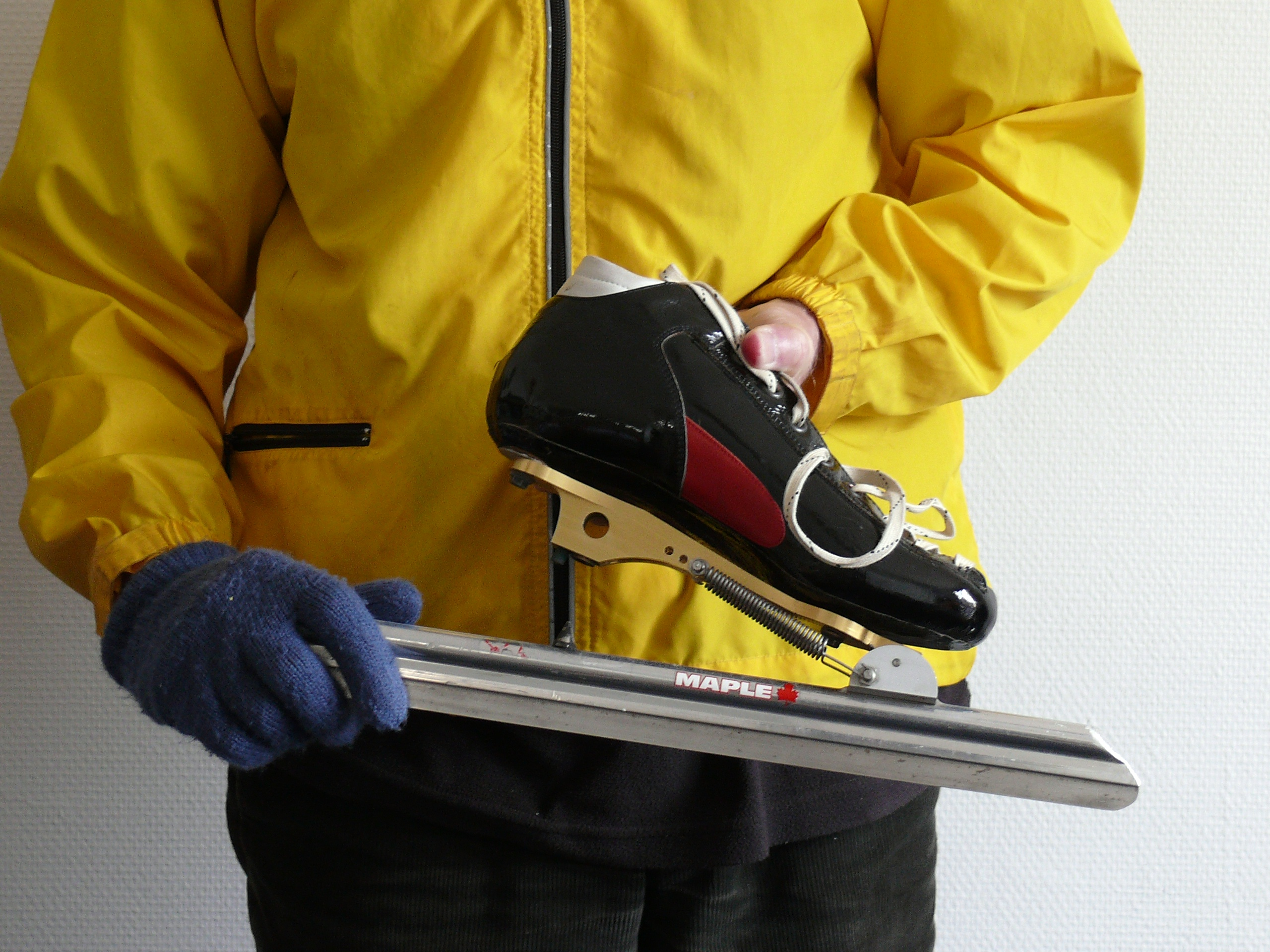
Eisschnelllaufschuh mit Klappmechanismus
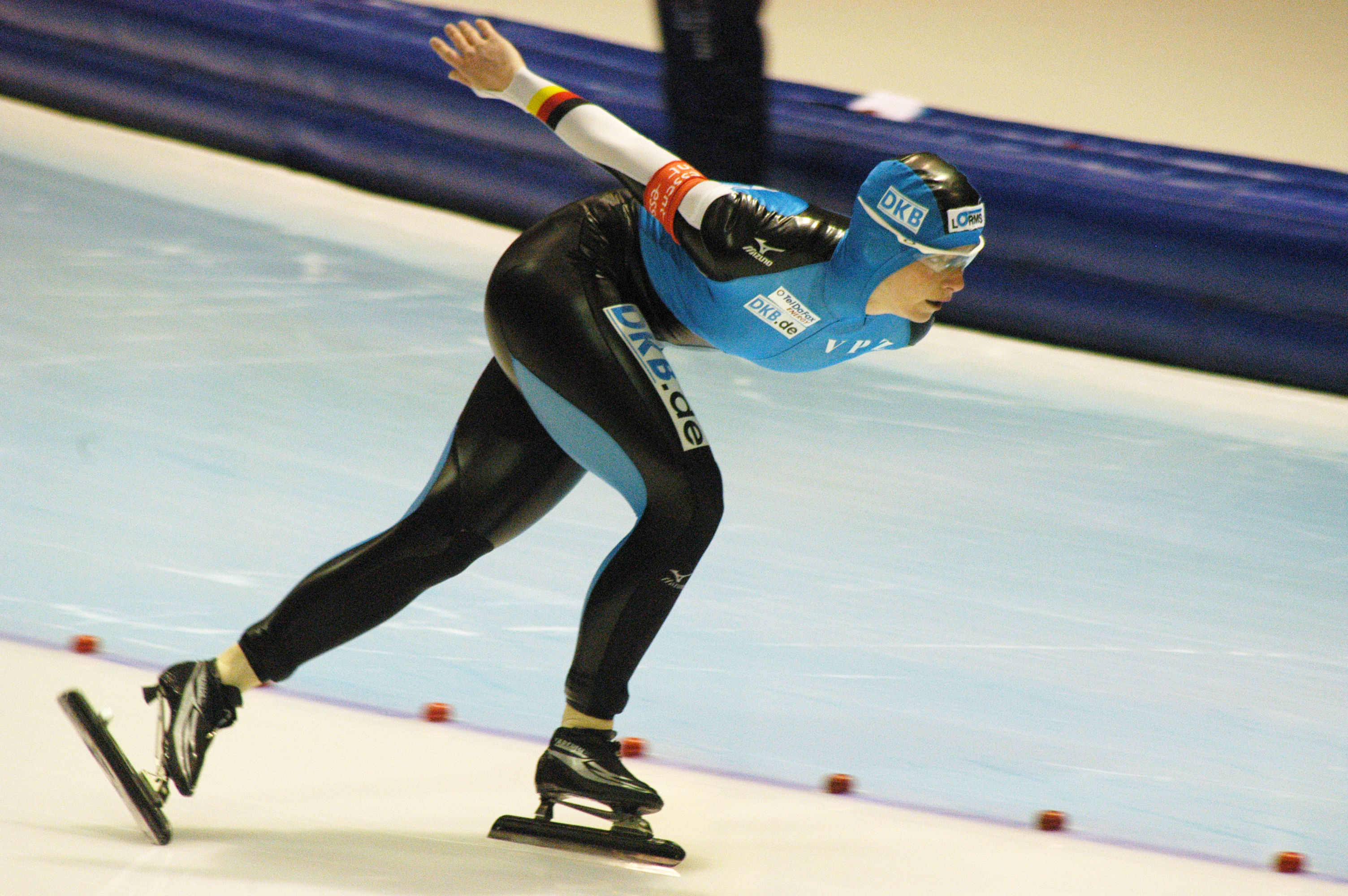
Klappschlittschuh in Aktion
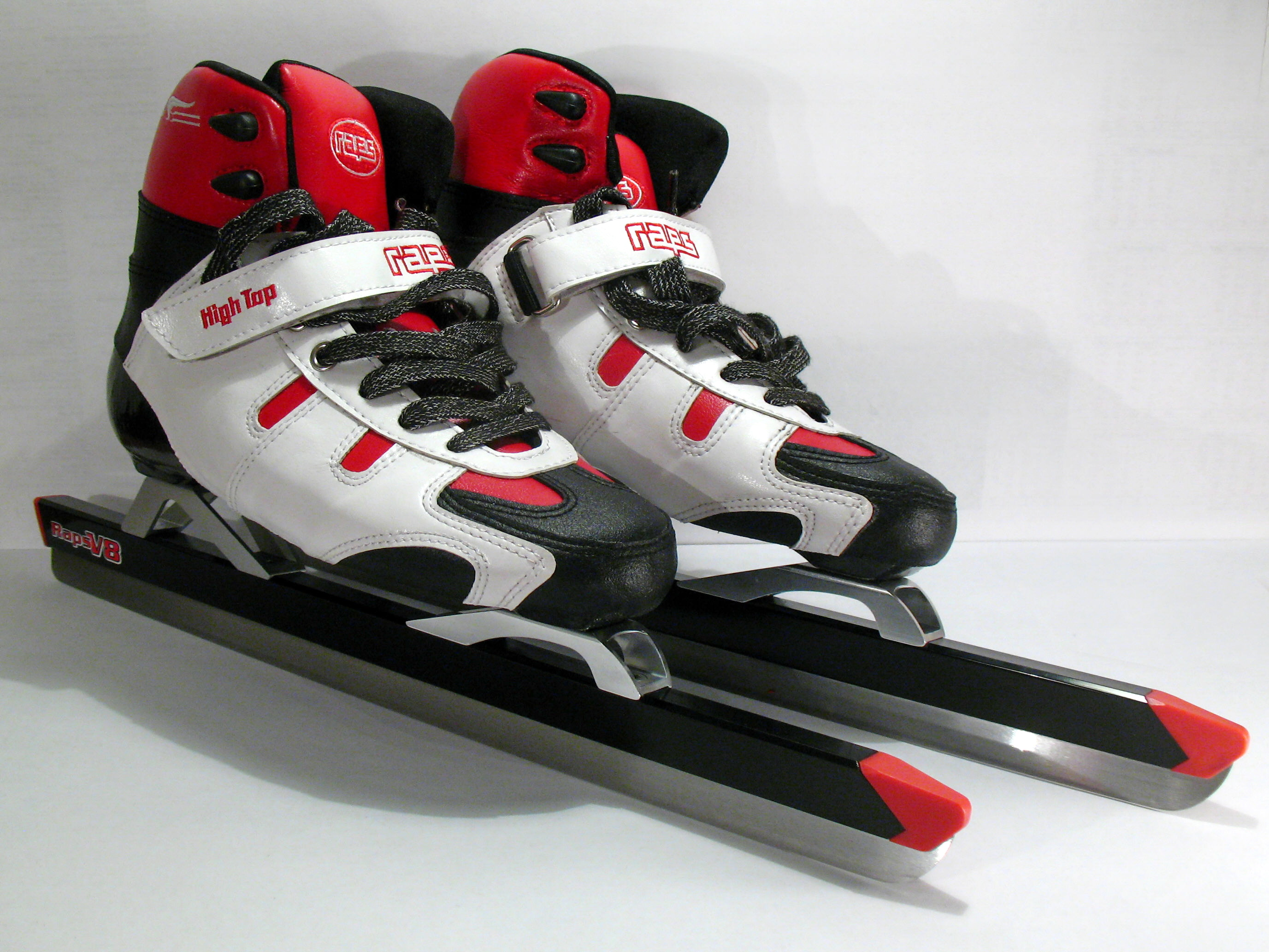
Eisschnelllaufschuh für Touren

## Funktionsweise
Zwischen den Schlittschuhkufen und dem Eis bildet sich eine dünne Schicht flüssigen Wassers. Durch diese Wasserschicht ist die Gleitreibung in Richtung der Kufen sehr gering. Eis besitzt bei 0 °C eine einige Nanometer dicke Flüssigkeitsschicht an der Oberfläche, die zu tieferen Temperaturen hin dünner wird. Diese Schicht ist jedoch bei weitem zu dünn, um die niedrige Reibung zu erklären. Durch Reibung während der Bewegung entsteht jedoch genug Wärme, dass lokal das Eis schmilzt und eine ausreichend dicke Flüssigkeitsschicht bildet. Dieser Prozess reguliert sich selbst. Sobald eine hinreichend dicke Flüssigkeitsschicht vorhanden ist, vermindert sich mit der Reibung auch die Entstehung weiterer Wärme. Zu dieser Erklärung passt, dass eine ruhende Schlittschuhkufe eine deutlich spürbare Haftreibung gegenüber dem Eis zeigt.
Da sich das Gewicht des Läufers auf eine kleine Fläche konzentriert, entsteht an den Kufen ein hoher Druck, der die Kanten der Kufen ein wenig in die Eisoberfläche eindrückt. Die dadurch entstehende „Rille“ im Eis hindert die Kufe daran, seitlich wegzurutschen. Bei schräg gestelltem Schuh kann sich das Bein gegen diesen Widerstand abstützen um die Kraft zum Antrieb einzusetzen. Die stetige Fortbewegung wird erreicht durch abwechselndes Abstoßen mit dem Schlittschuh an einem Bein und Gleiten auf dem jeweils anderen Fuß. Da der Reibungswiderstand auf der Flüssigkeitsschicht sehr viel geringer ist als auf festen, trockenen Materialien, wird dabei mit relativ geringem Krafteinsatz eine hohe Geschwindigkeit erreicht.
Zur Tragfähigkeit von Eisdecken auf Gewässern siehe: Tragfähigkeit von Eisdecken

## Der Begriff
In Kassel hatte sich das Wort „Schrittschuhlaufen“ etabliert. Johann Wolfgang von Goethe wies auf eine Anwendung bei Homer hin, die mit Schlitten übersetzt wird, und das gottgleiche Übers-Meer-Gleiten beschreibt, und verortet den Fehler in Norddeutschland. Er hält ebenfalls den Begriff „Schrittschuhlaufen“ für geeigneter als Schlittschuhlaufen. Mittlerweile gibt es keine Zweifel über den Begriff „Schlittschuhlaufen“ mehr.
Aufwendige (häufig importierte) Exemplare wurden im 19. Jahrhundert als Patent-Schlittschuhe bezeichnet.

## Anwendungsgeschichte
Vor etwa 800 Jahren glitten in den Niederlanden Boten mit Eisenkufen an Holzschuhen über die zugefrorenen Kanäle und überbrachten auf diese Weise eilige Nachrichten an adelige Empfänger. In den folgenden Jahrhunderten entwickelte sich das Schlittschuhlaufen zunächst zum Vergnügen des Adels und später auch zum Volkssport. Mitte des 18. Jahrhunderts wurden in Großbritannien die ersten Schlittschuhvereine gegründet, und im Jahre 1763 in den Fens von Cambridgeshire erstmals ein bekannter Eislauf-Wettkampf durchgeführt.
Allgemein erfreute sich das Schlittschuhlaufen besonderer Beliebtheit in nördlichen Gegenden mit Binnengewässern, wie in Friesland und den Niederlanden. In Deutschland beschränkte sich die Beliebtheit lange auf die Jugend. Durch literarische Schilderungen wie von Klopstocks Oden „Der Eislauf“, „Braga“, „Die Kunst Thialfs“ wurde das Schlittschuhlaufen ab dem 18. Jahrhundert zu einem populären Vergnügen des Bürgertums, im Frankfurter Palmengarten entstand eine der ersten Kunsteisbahnen.
Goethe gehörte, nachdem Klopstock die dänischen Schlittschuhe in Deutschland eingeführt hatte, in Frankfurt zu den ersten Schlittschuhläufern dort.

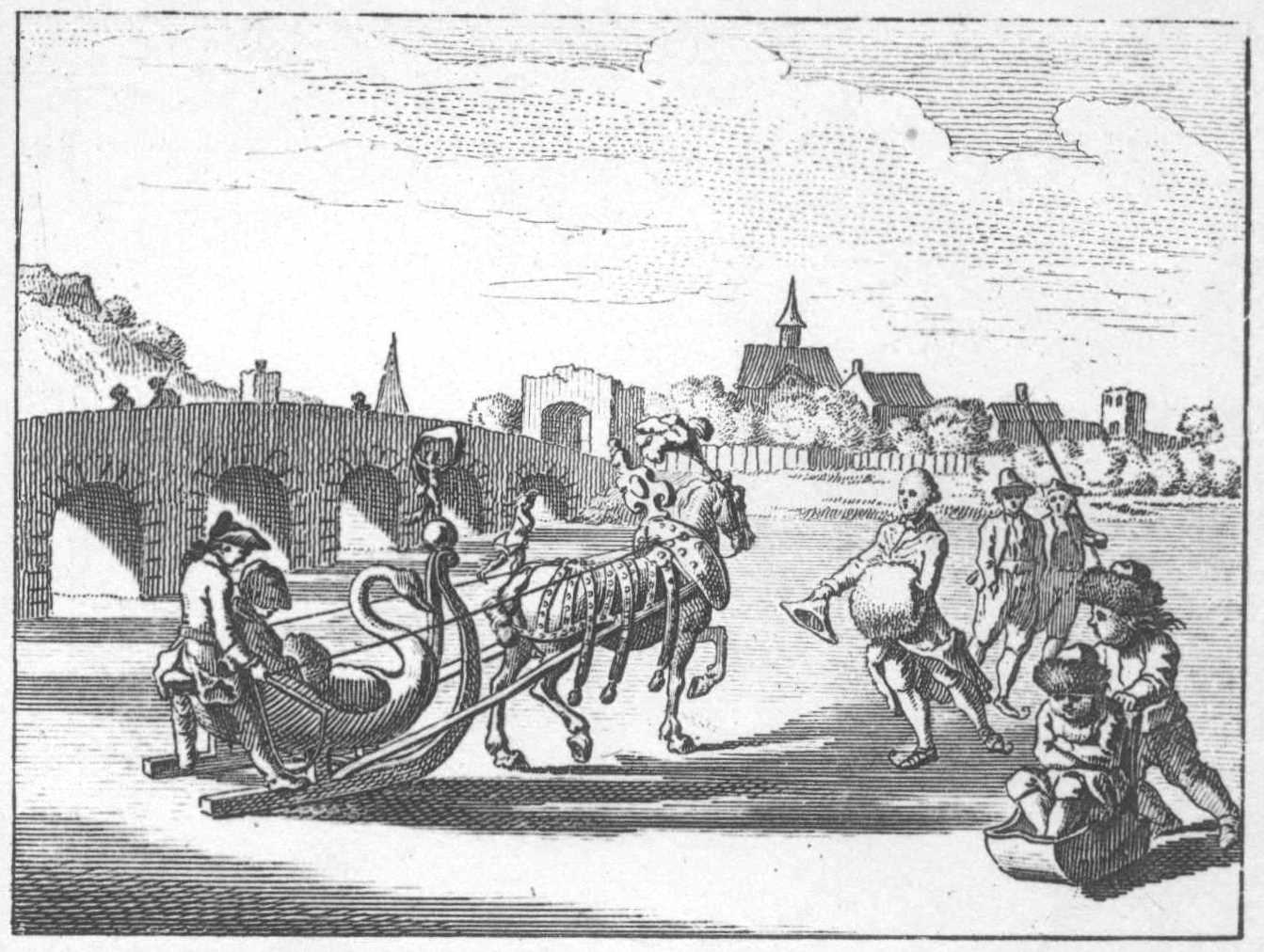
Eislaufen im Rokoko, Kupferstich von Daniel Chodowiecki, 1774
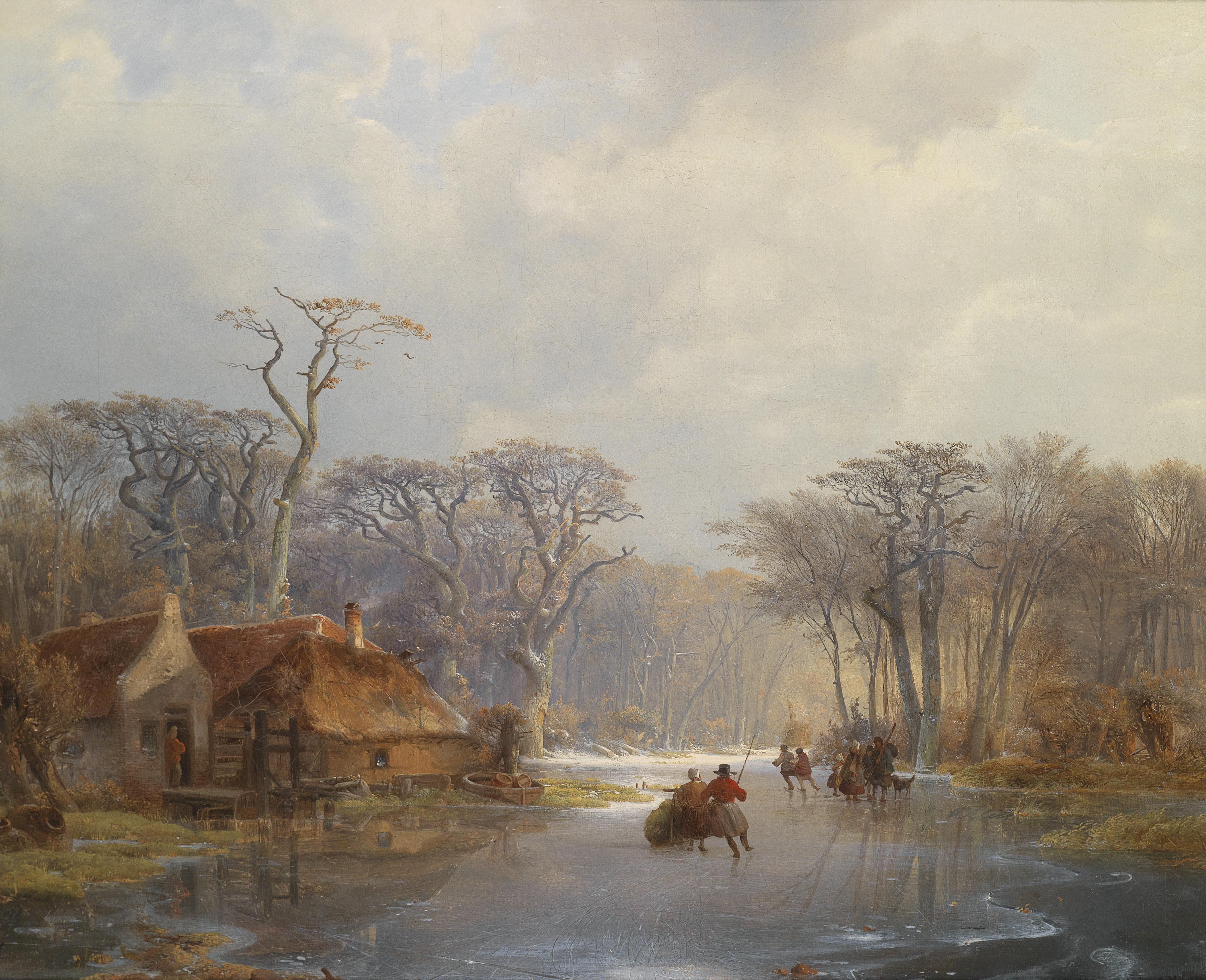
Wintervergnügen, Gemälde von Carl Hilgers, 1843
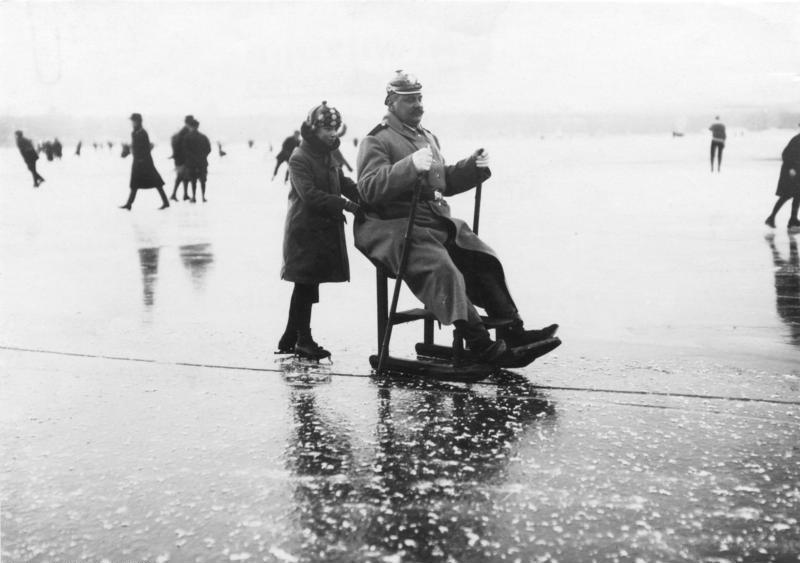
Eislaufvergnügen 1908 in Berlin
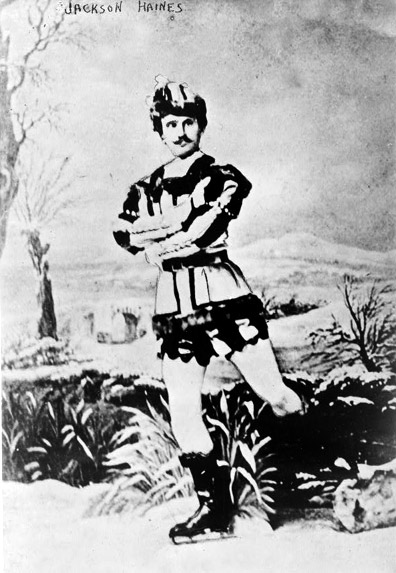
Eiskunstläufer Jackson Haines, ca. 1865
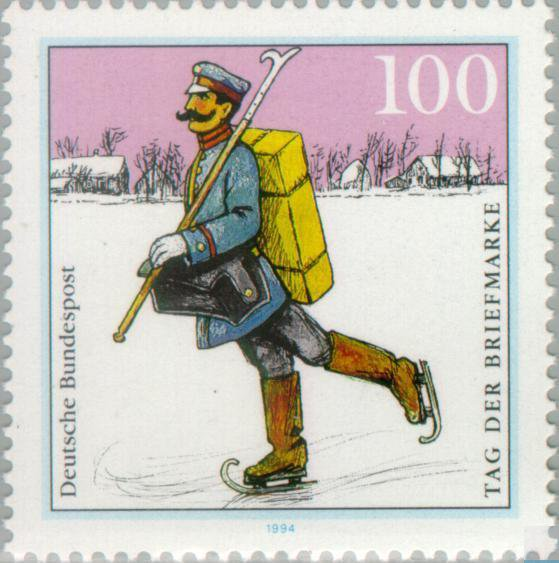
Postzusteller im Spreewald um 1900 (auf einer Briefmarke von 1994)
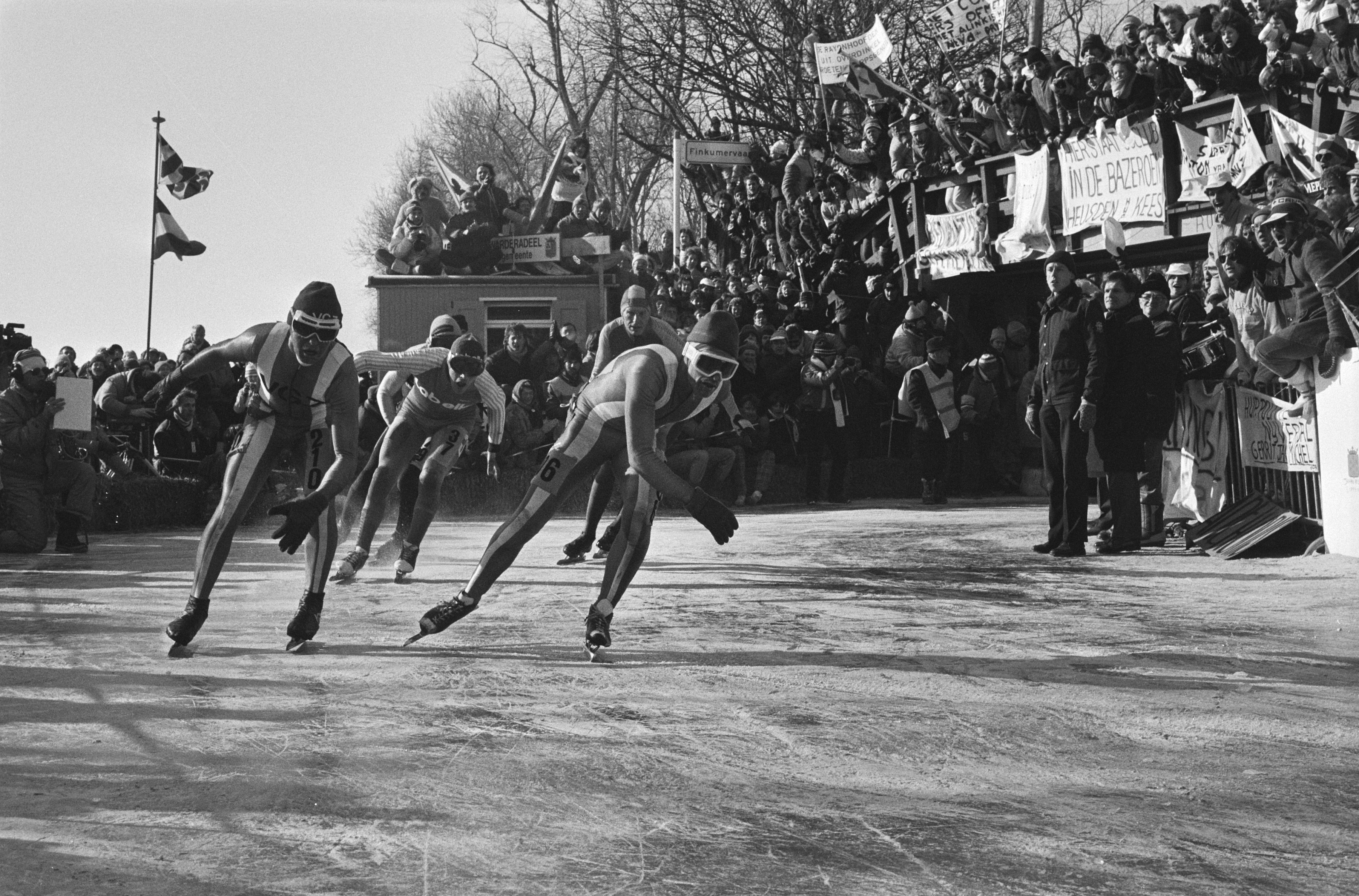
Elfstedentocht 1986

Bei der traditionellen niederländischen Elfstedentocht wurden an einem Tag elf friesische Städte durchfahren und etwa 200 Kilometer zurückgelegt. Seit das zunehmend wärmere Klima die Durchführung der Elfstedentocht häufiger verhindert, haben sich seit 1990 weitere Schlittschuhmarathons etabliert, wie das „Vikingarännet“ (ca. 80 km), von Uppsala nach Stockholm und der Weißensee-Eislaufmarathon.
Auf den dänischen Inseln wurde der Schlittschuhlauf durch ein auf dem Rücken befestigtes Segel beschleunigt, ein Friese konnte so eine Strecke von 160 niederländischen Ellen (etwa 100 Meter) in 14 Sekunden zurücklegen. In Großstädten mit kleinen Eisplätzen war dagegen das Kunstlaufen mehr ausgeprägt. Den ersten Rang nahm hier New York City ein, und von dort stammende Meister wie Jackson Haines haben in den europäischen Hauptstädten Schule gemacht.
Zwischen 1840 und 1875 wurde in Kanada aus verschiedenen Mannschaftssportarten das auf Schlittschuhen betriebene Eishockey definiert. Schließlich wurden sehr ähnliche ältere Spiele in Europa durch Eishockey abgelöst.

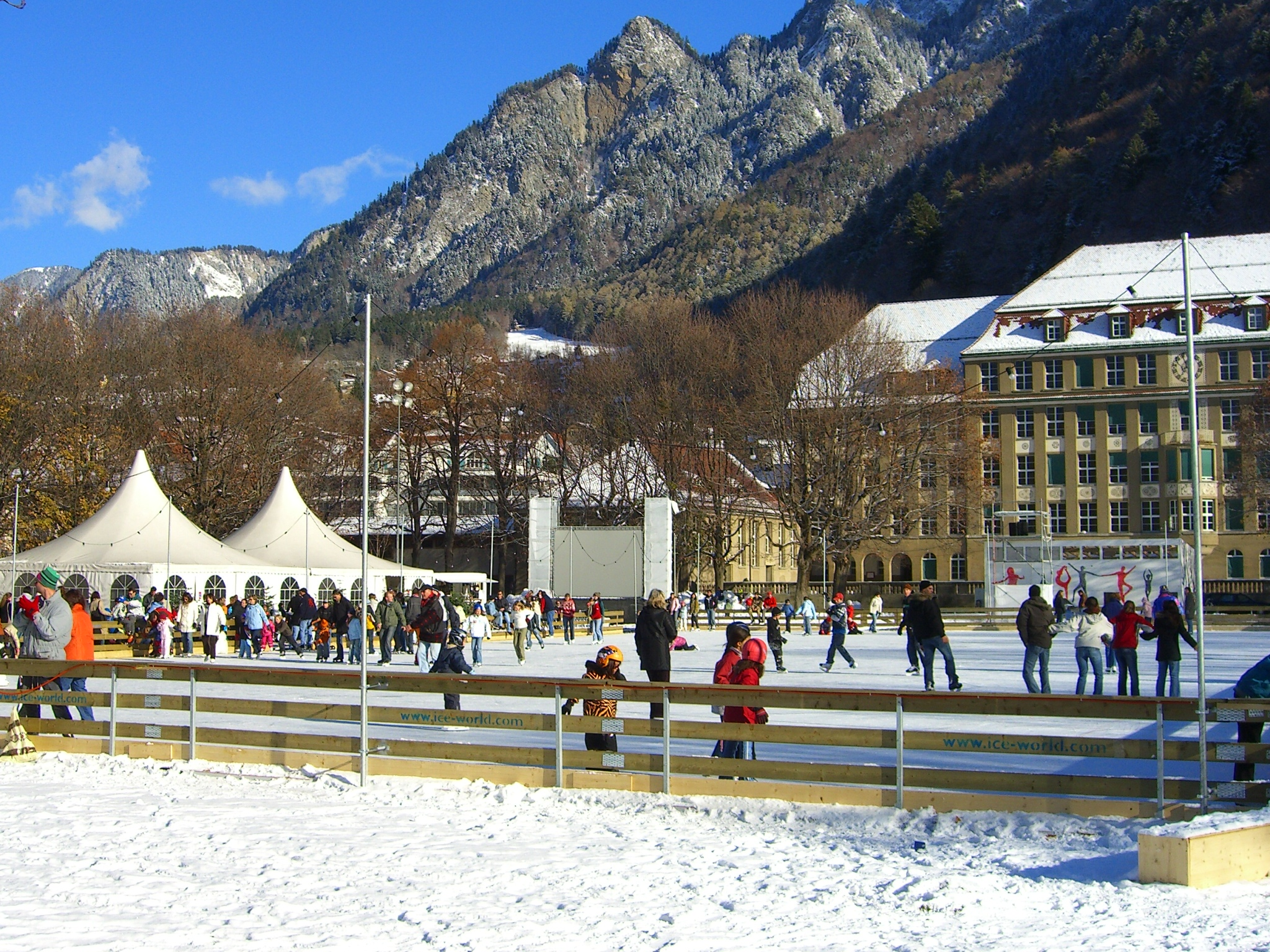
Eislauf in Chur/Schweiz November 2005

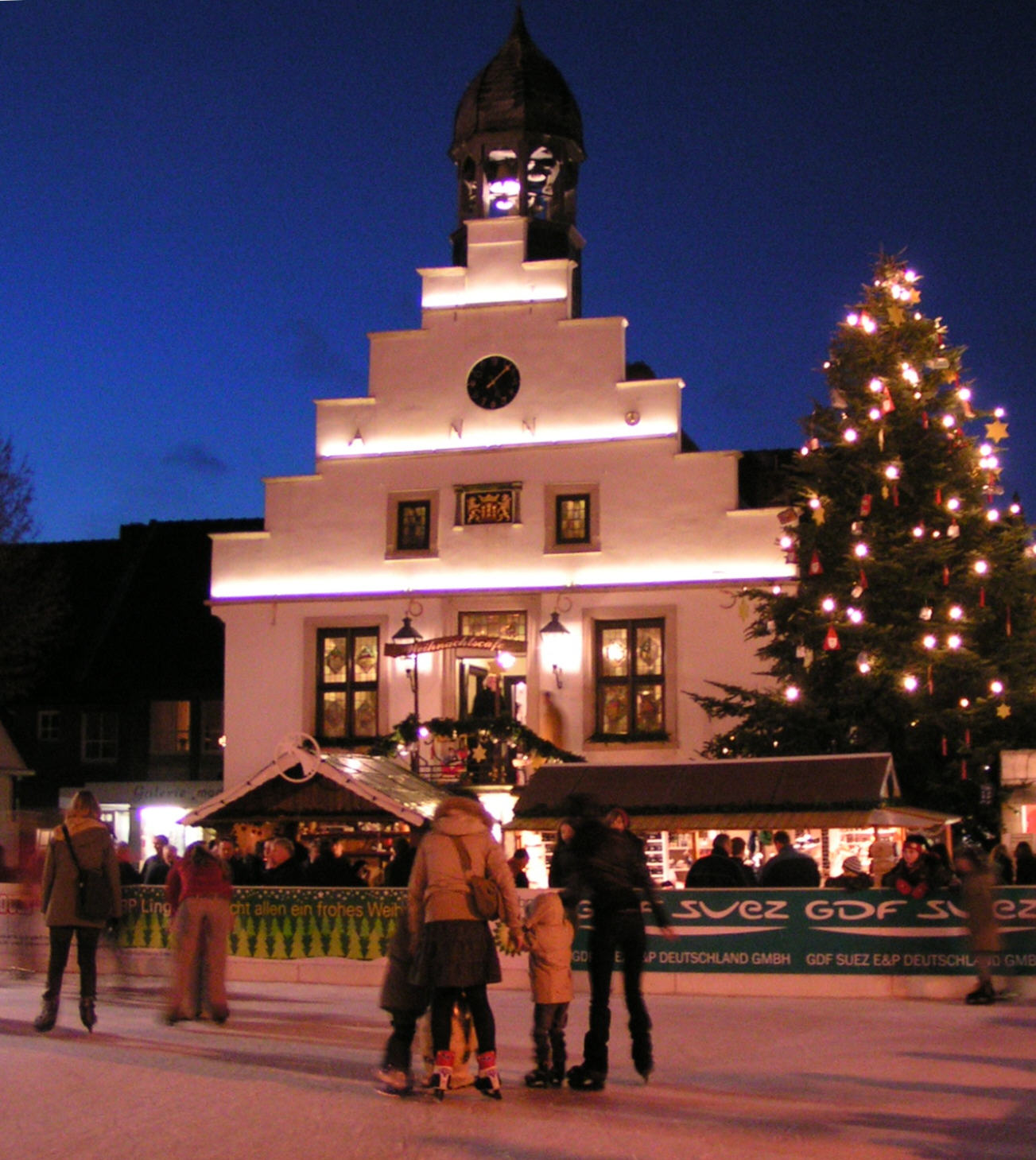
Eislaufbahn und Weihnachtsmarkt vor dem Rathaus Lingen (Ems)

In großen Städten gibt es spezielle Kunsteisbahnen im Freien oder in Hallen. Auf diesen zumeist eher kleinen Eisflächen entwickelten sich die Shorttrack-Schnelllaufwettbewerbe auf 111 Meter langen Rundkursen. Diese Hallen werden heutzutage zum Teil ganzjährig betrieben und bieten neben Trainingsmöglichkeiten für Eiskunstläufer und Eishockeyvereinen auch ein großes Angebot für Publikumsläufe. Ein spezielles Angebot, das wieder die Lust aufs Eislaufen bei den Jugendlichen wecken soll, ist die Eisdisco. So ist die Eissporthalle auch ein Treffpunkt für Jugendliche aller Altersklassen. Mit der Erfindung von synthetischen Eis gibt es auch eine Alternative zu der infrastrukturintensiven Kunsteisbahn, die dem Eissport das Potential verleiht zu einer Breitensportart zu werden.

### Umwelteinwirkungen der Aktivität auf Natureis
Die Biologische Schutzgemeinschaft Hunte Weser-Ems weist auf Probleme beim Eislaufen auf kleineren zugefrorenen Gewässern hin und bittet, dies dort zu unterlassen: Fast alle Fische und im Wasser lebenden Amphibien reagieren aufgrund spezieller Sinne, der sogenannten Seitenlinienorgane, sehr empfindlich auf Außenreize, Wasserströmungen und Druckschwankungen. Vor allem die Erschütterungen und Schallwellen, die durch das Springen und Fallen der Eisläufer und durch das Knirschen der Schlittschuhkufen hervorgerufen werden, lassen die empfindlichen Tiere aus ihrer Winterruhe aufschrecken. Ihr Stoffwechsel wird angekurbelt, Herzschlag und Atmung intensiviert. Dadurch erhöht sich der Sauerstoffverbrauch erheblich. Aufgrund der zugefrorenen Wasseroberfläche wird der Sauerstoff jedoch schnell knapp. Zudem werden durch die plötzliche Aktivität der Fische verstärkt schädliche Sumpfgase aus dem Schlamm aufgewühlt. Da diese durch die Eisdecke jedoch nicht entweichen können, stellen sie für die Lebewesen unter Wasser eine tödliche Gefahr dar. Stattdessen sollten zum Schlittschuhlaufen tiefere, größere Seen, überschwemmte Wiesen und Kunsteisbahnen genutzt werden.
In Deutschland wird die Zahl des Schlittschuh-Bestands auf 2,16 Millionen Paare geschätzt (Stand 2003). Insbesondere moderne Schlittschuhe sind schwer zu trennen, andererseits sind diese dauerhafter und es existiert ein Second-Hand-Markt, der die Lebensdauer der Paare verlängert.

## Geschichte des Schlittschuhs
Wann und wie es Menschen eingefallen ist, eine schnelle und einfache Bewegung auf gefrorenen Eisflächen auszunutzen, ist nicht genau geklärt. Gesicherte Überlieferungen gibt es hierzu nicht. Da Jagdbeute nicht nur Fell und Fleisch bedeutete, sondern auch Knochen, die man dann zur Anfertigung verschiedener Instrumente benutzte, ist eine Erfindung im Zuge der Jagdtechnik denkbar.
Schlittschuhe aus Tierknochen waren in Russland, Skandinavien, Großbritannien, Deutschland, der Schweiz und anderorts zu finden. Ureinwohner Sibiriens liefen auf Walrosszähnen, in China benutzte man Bambusruten.
Skandinavische Sagen wie die Edda erzählen von Eisspielen aus der Zeit des norwegischen Königs Sigurd Jorsalfari. Die Asen der germanischen Mythologie beherrschten die Eislaufkunst, und selbst die Aufnahme des Christentums zwang Nachkommen der mutigen Männer nicht dazu, mit der „göttlichen“ Bewegungsart aufzuhören.

### Knochenschlittschuhe

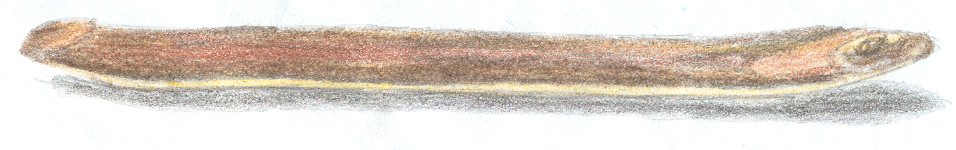
Beispiel eines Knochenschlittschuhes

Anfang des 20. Jahrhunderts grub man in Frankreich etwa 60 cm lange Mittelhandknochen von Rindern aus. Seitliche Teile dieser Knochen waren abgeschliffen, deshalb vermutet man, dass sie als Schlittschuhe dienten. Ihr Alter schätzt man auf etwa 20.000 Jahre.
Älteste Funde, die sich mit größerer Sicherheit als Schlittschuhe identifizieren lassen, datieren etwa aus der Zeit von 3000 v. Ch. Sie waren aus Unterschenkelknochen verschiedener Tiere gefertigt. Pferde-, Rinder- oder Rentierknochen wurden gespalten, flachgeschliffen, durchbohrt und an den Sandalen befestigt. Mit einem Speer oder mit zwei zugespitzten Stöcken stemmte man sich ins Eis und erzielte so beachtliche Geschwindigkeiten. Solche „Schlittschuhe“ wurden in wiederentdeckten Seebauten auch in der Schweiz gefunden und in fast allen europäischen Regionen benutzt.
Einer der ältesten Schlittschuhe der Welt ist wahrscheinlich ein Knochenschlittschuh aus Veselí u Trnavy (Slowakei). Der britische Archäologe V. G. Childe schätzte sein Alter auf 5000 Jahre. Weitere einzigartige Schlittschuhe, die etwa 4000 Jahre alt sind, wurden in der Nähe des antiken Rom gefunden. Ähnliche Unikate fand man auch in den skandinavischen Ländern und in der Schweiz. In Mitteleuropa dienten zunächst vor allem Schweinefußknochen, die mit Lederriemen an den Füßen befestigt wurden, als Gleithilfen auf dem Eis. Die dafür verwendeten Knochen des Schweins erhielten davon die Bezeichnung „Eisbein“.
Im 18. Jahrhundert wurden in London noch mit Riemen befestigte Knochenschlittschuhe verwendet, auch in Norwegen und Island waren sie bis ins 19. Jahrhundert in Gebrauch. Jene Knochenschlittschuhe, welche so groß waren wie diese kleinen Knochenschlitten, hießen altnordisch Skidi oder Öndrun.
Uller, der Schlittschuh-Ase der Edda, wird als der Meister in ihrem Gebrauch geschildert.

### Hölzerne Schlittschuhe mit Eisenkufen

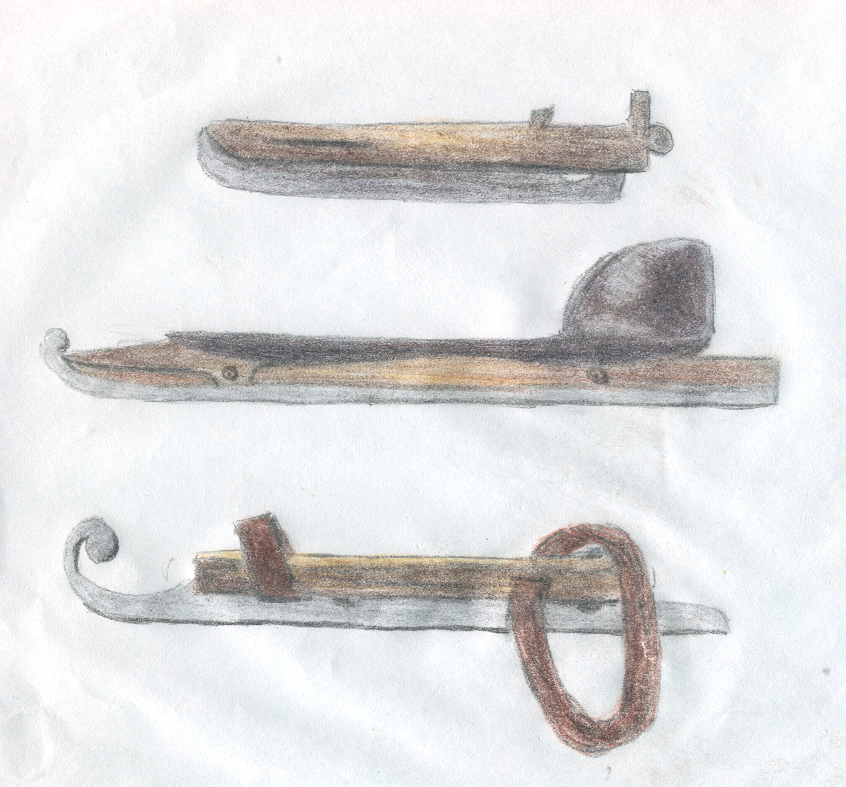
Schlittschuhe aus dem 19. Jh.
Oben: aus dem Jahr 1800
Mitte: Ende des 19. Jh.
Unten: Schlittschuhe der Marke „Kolumbus“ mit Holzuntersatz und Riemen

In größerem Ausmaß begann man im 14. Jahrhundert in Europa, vor allem in den Niederlanden, hölzerne Schlittschuhe zu benutzen. Der Untersatz, in der Fußform, wurde aus Holz gefertigt und ein Eisenbeschlag zuerst flachliegend, später in Hochkantlage eingefasst. Mit dem Schuh verband man sie mit Lederriemen. Zur Bewegung (zum Anlauf) benutzte man Stöcke.
Noch 1863 berichtete eine Zeitschrift von verschiedenen Kufen („Schienen“), die an Brettchen montiert für verschiedene Laufeigenschaften besser oder schlechter geeignet waren, darunter die Dicke, die Länge und die Krümmung der Kufe.

### Stahlkufen zum Umschnallen
Älteste Stahlschlittschuhe, deren Alter auf 2000 Jahre geschätzt wird, wurden in einer Erzgießereiwerkstatt eines keltischen Meisters gefunden und befinden sich im Museum in Budapest. Etwa um das Jahr 1500 begannen die Niederländer Kufen mit zwei Kanten und einer Nut dazwischen zu benutzen. Der Eisläufer konnte sich nun ohne Stöcke bewegen. Mitte des 19. Jahrhunderts wurde der Schlittschuh mittels einer Schraube im Absatz befestigt. Es bewährten sich auch die Befestigung mittels Schrauben an der Seite der Sohle und des Absatzes von A. Stotz in Stuttgart und die „Halifaxsche Verbesserung“, welche einen Spannhebel benutzte. Diese Schlittschuhe hielten so fest wie die Sohle selbst, ohne den Fuß zu drücken. Diese Kufen wurden noch bis in die 1950er Jahre benutzt.

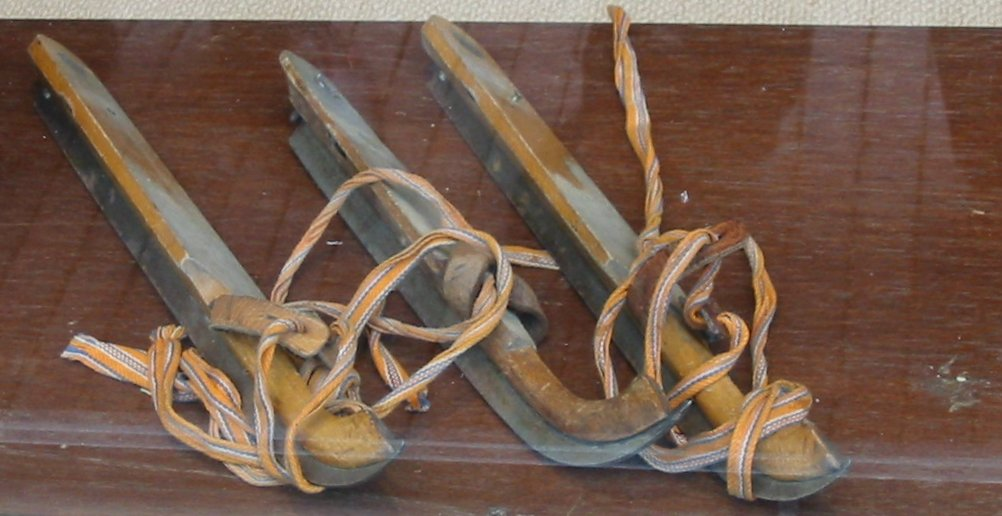
Alte niederländische Schlittschuhe
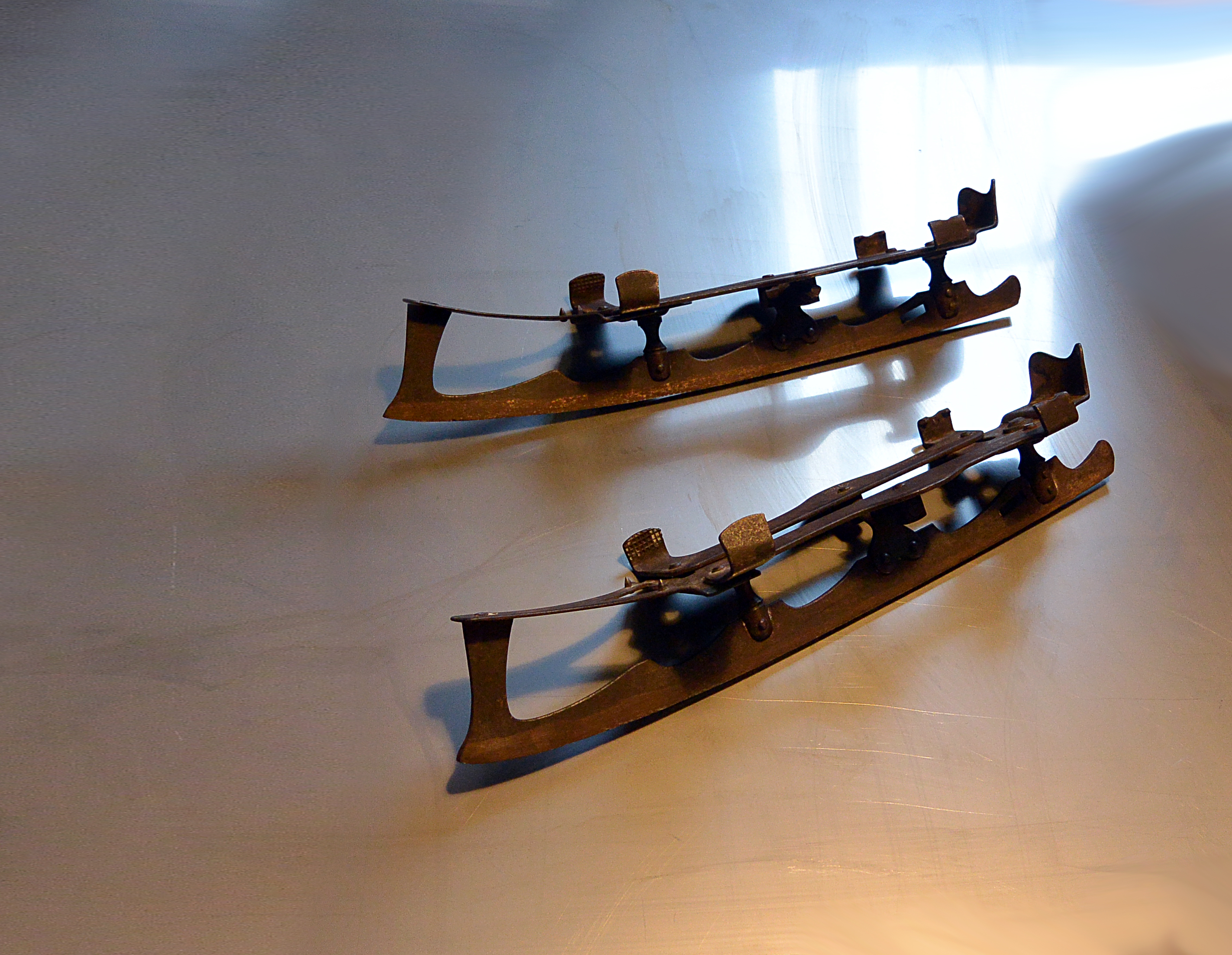
Schlittschuhkufen von 1890 des Herstellers Kondor
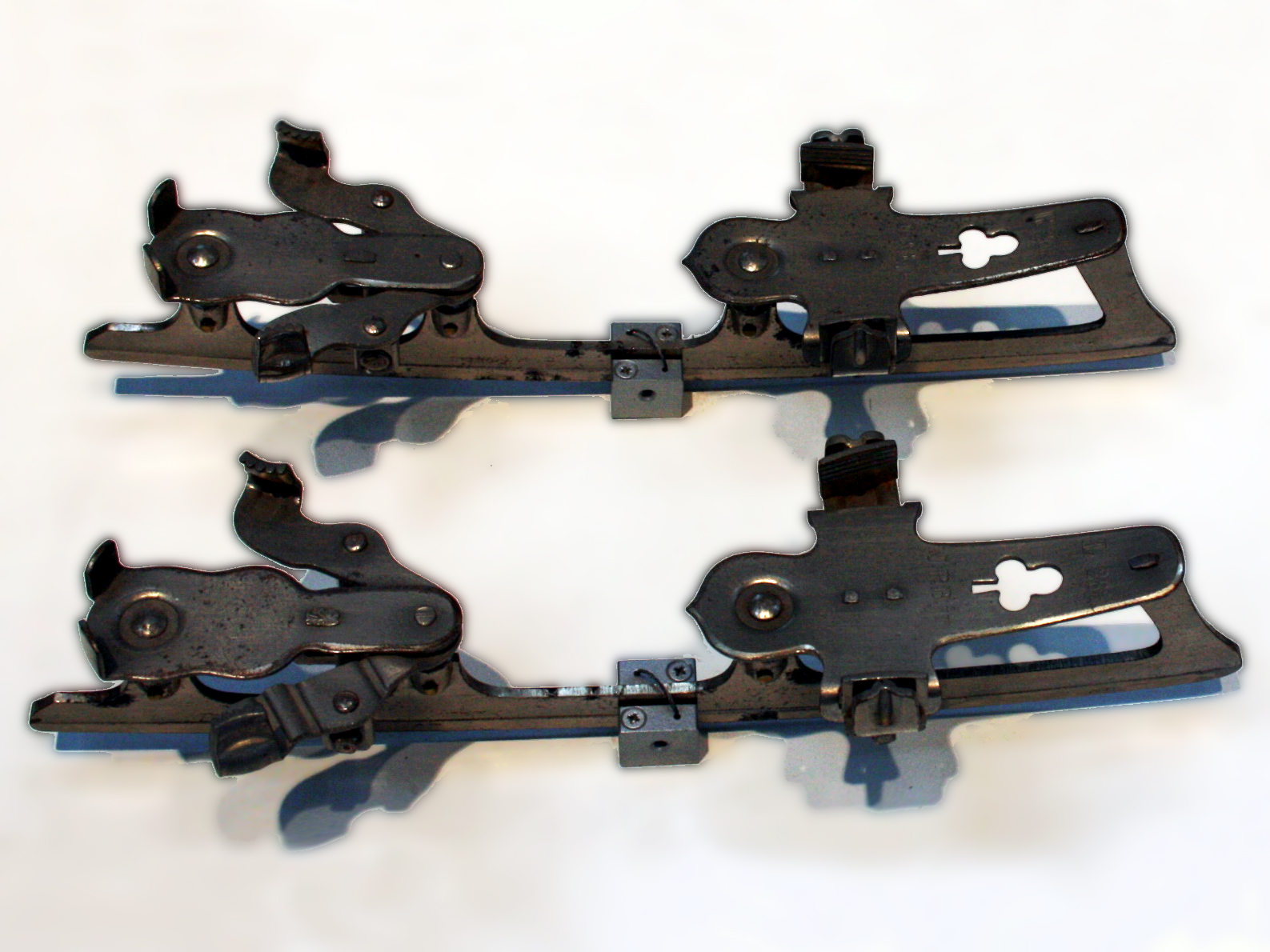
Metallschlittschuhe zum Anklemmen an die Sohle um 1925 – Hersteller Rival München
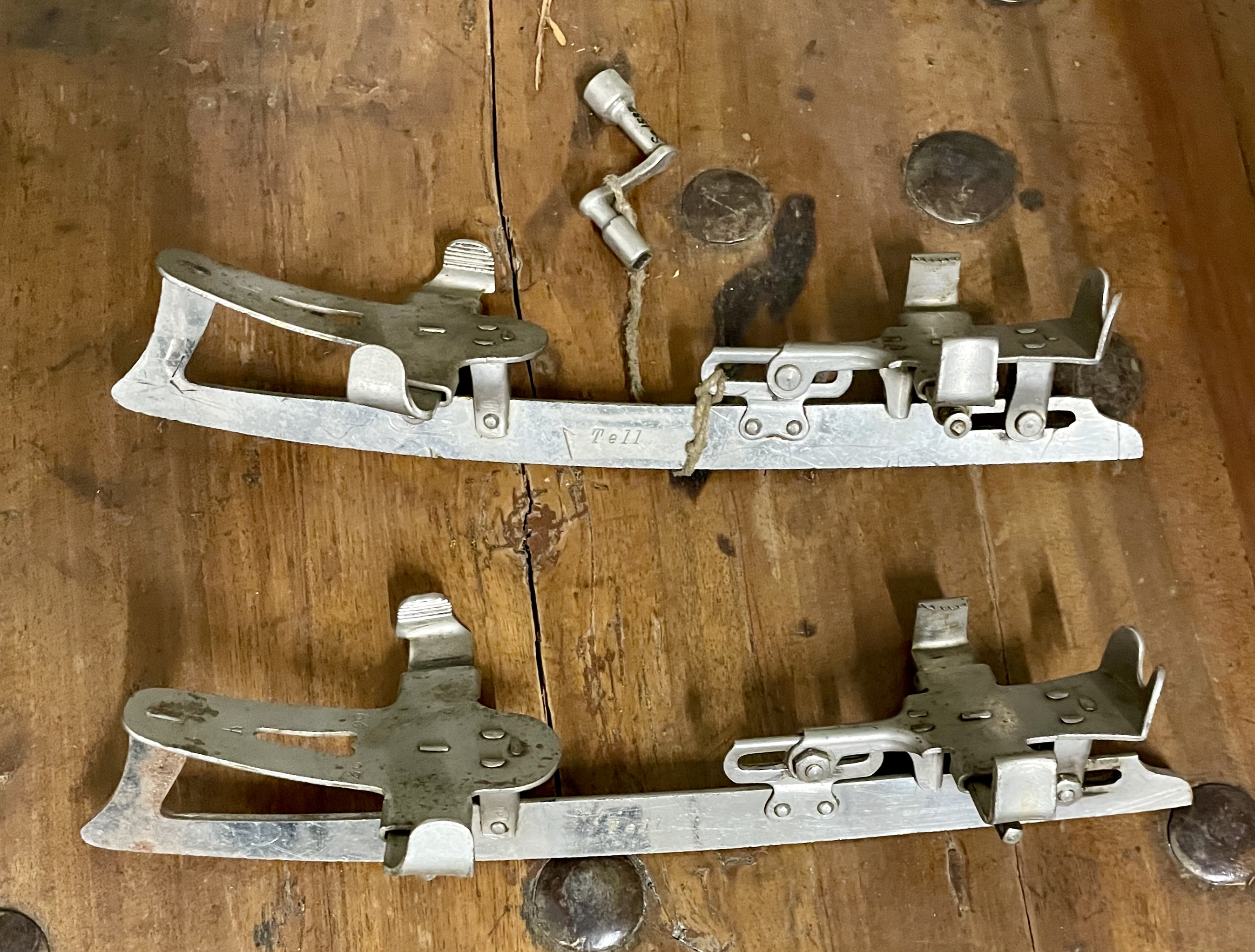
Kufen zum Anklemmen aus der Schweiz, um 1940

### Fest mit dem Schuh verbundene Metallkufen

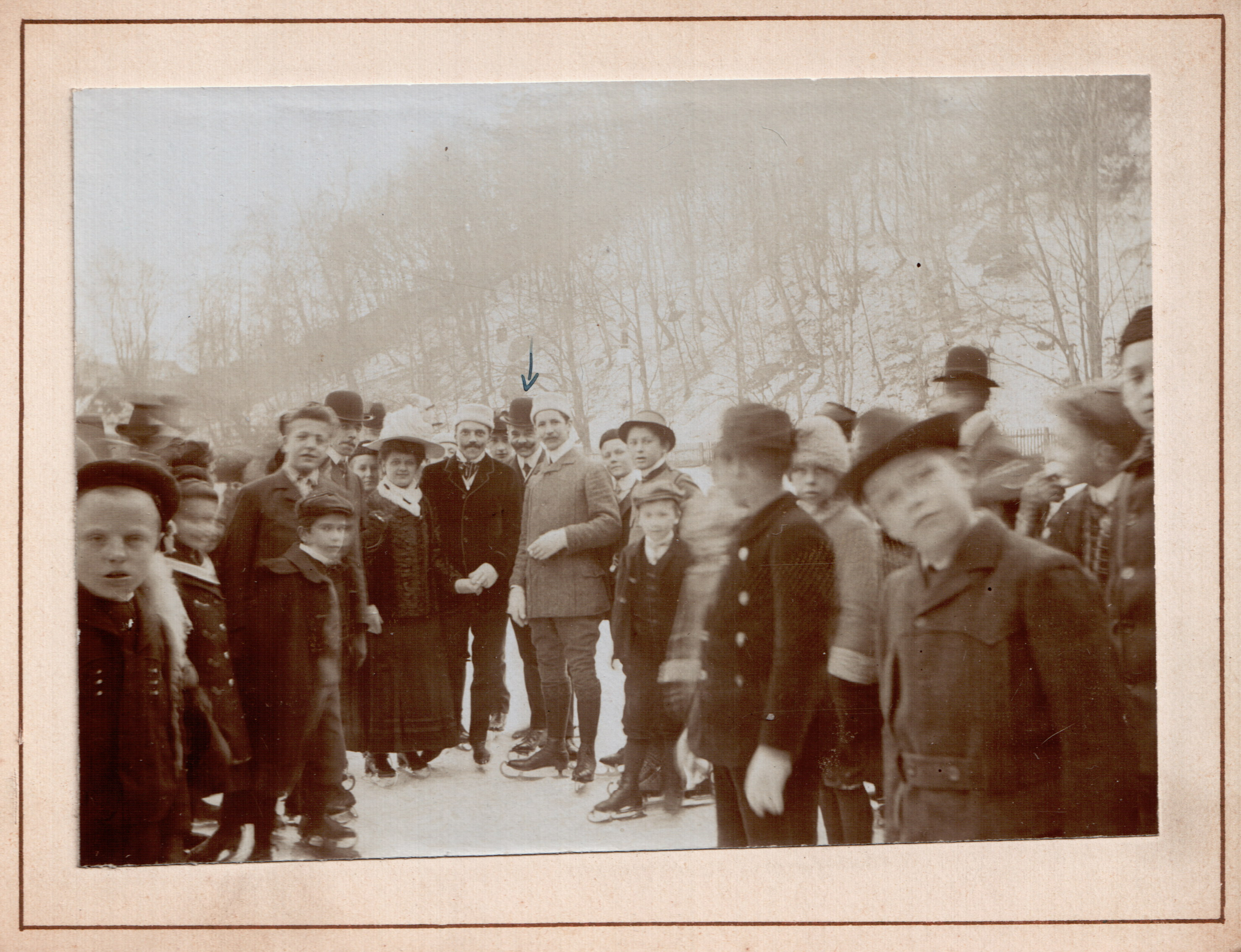
Schlittschuhläufer des Eislaufvereines Turnhalle Graz im Jahre 1909 teilweise bereits mit leichten Schuhen und Metallkufen

Mitte des 19. Jahrhunderts wurden in Skandinavien Stahlkufen verwendet, bei denen die Sohle in Holz eingelassen war. Sie wurden mit Kreuzriemen oder als Schnürschuh befestigt. 1865 erstellte der amerikanische Eiskunstläufer Jackson Haines Ganzmetall-Schlittschuhe, die direkt mit der Schuhsohle verbunden waren. Dies kann als die weitestgehende Innovation angesehen werden. Später begann der schwedische Eiskunstläufer und 10-fache Weltmeister Ulrich Salchow Schlittschuhe mit Zähnen zu benutzen, die kräftige Abstöße zum Laufen und Springen ermöglichten. 1907 kam der russische Eiskunstläufer Panin mit einem neuen Schlittschuhmodell, das im Gegensatz zu Salchows niedriger war; auch die Zähne waren etwas untergelegt und es war leichter als das vorherige.

## Formen

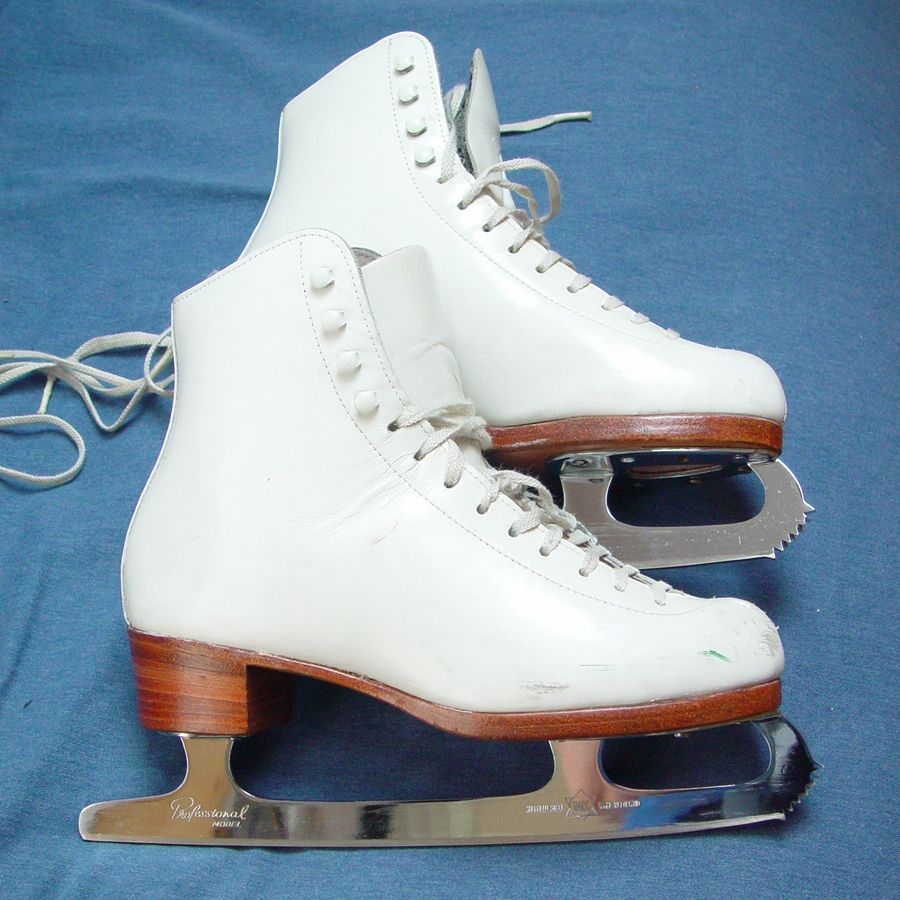
Kunstlauf-Schlittschuhe
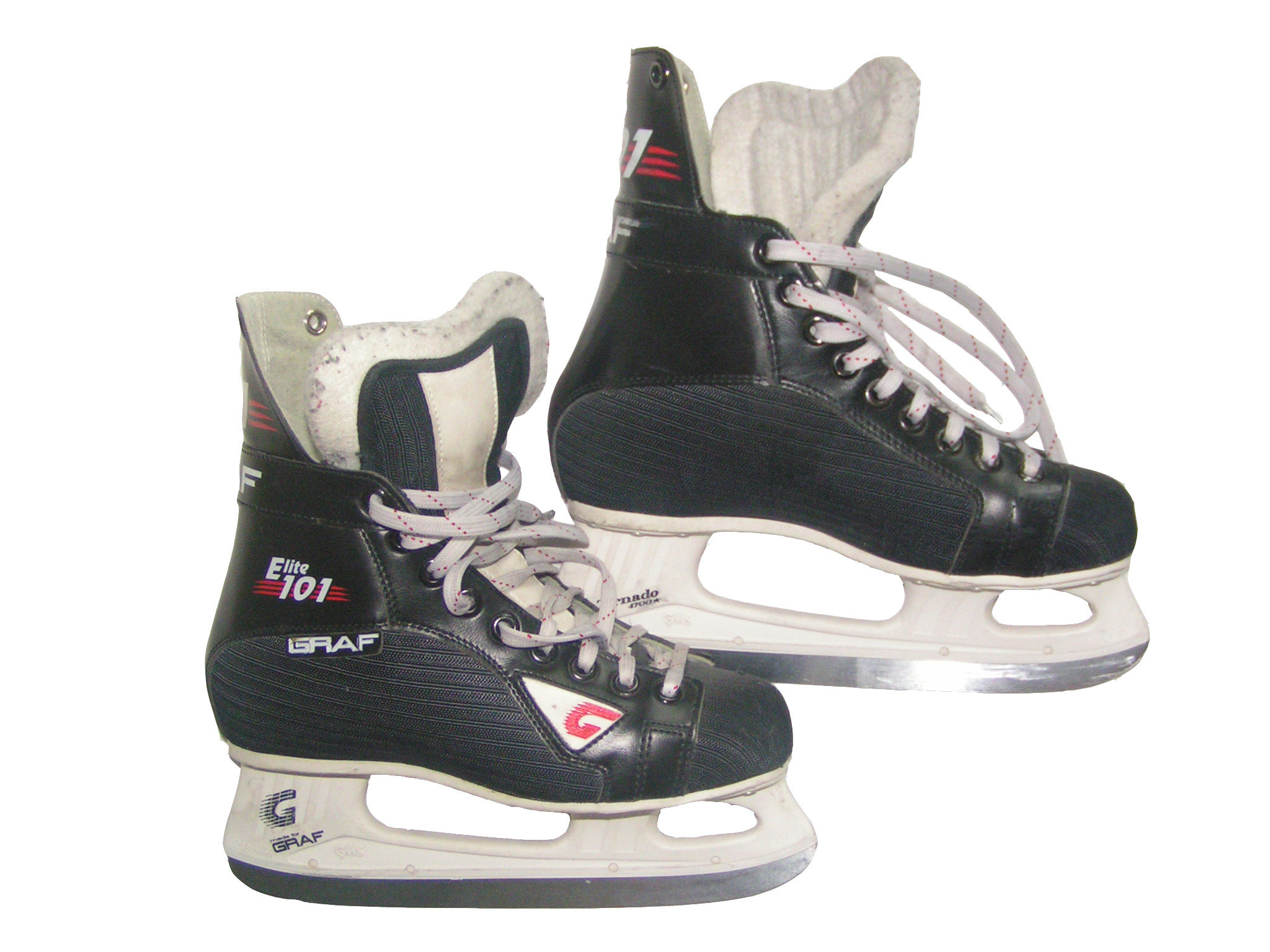
Eishockey-Schlittschuhe
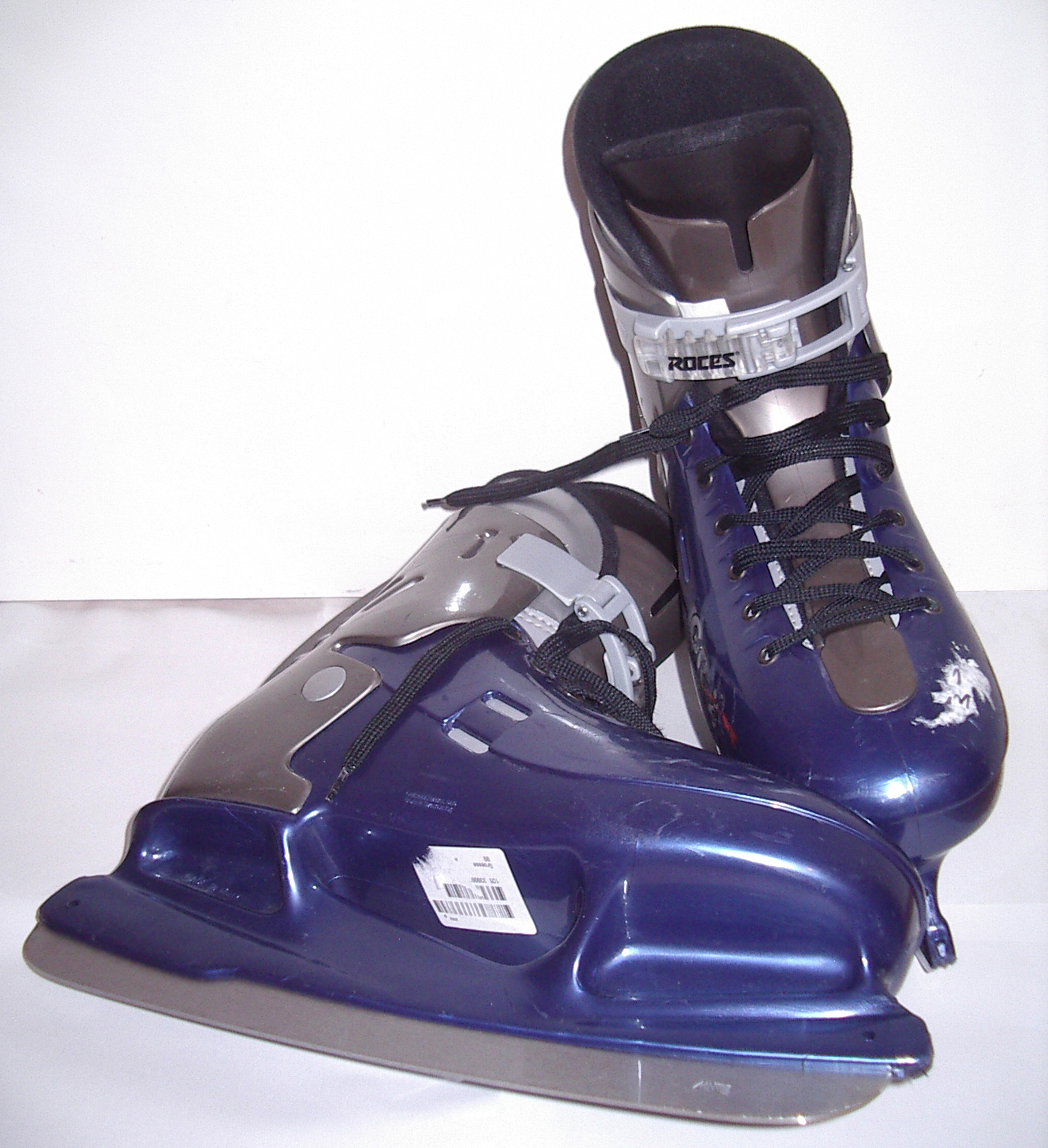
Eishockeyschlittschuhe (Hartschalen, meist als Leihschlittschuhe)
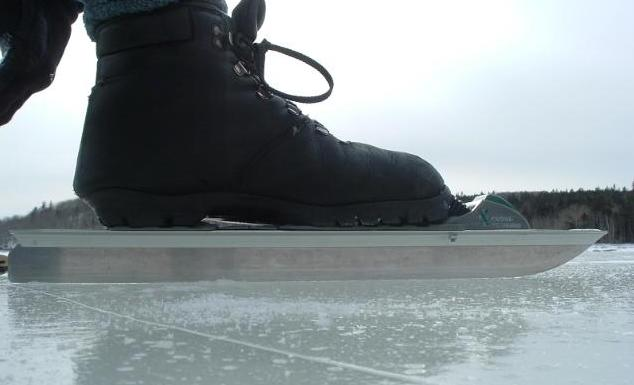
Tourenschlittschuh (nordische Art, Langlaufbindung)
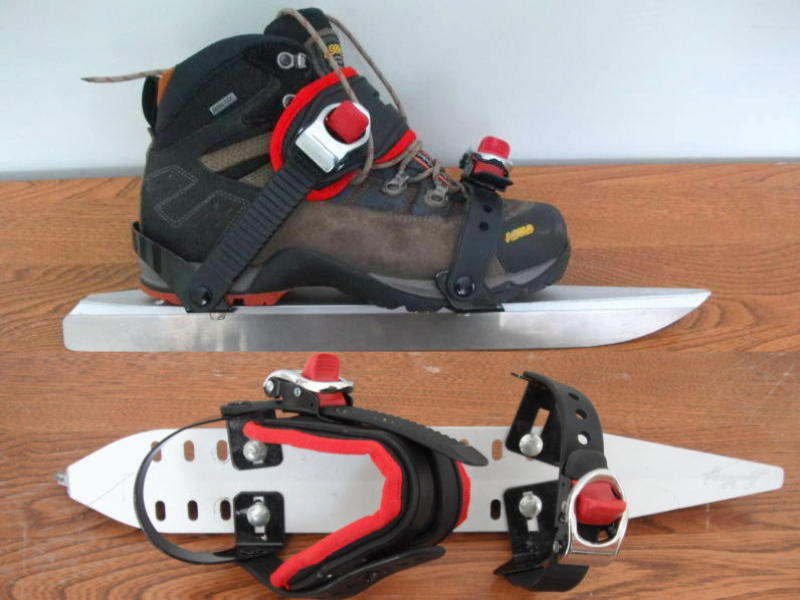
Tourenschlittschuh (nordische Art, Riemenbindung)
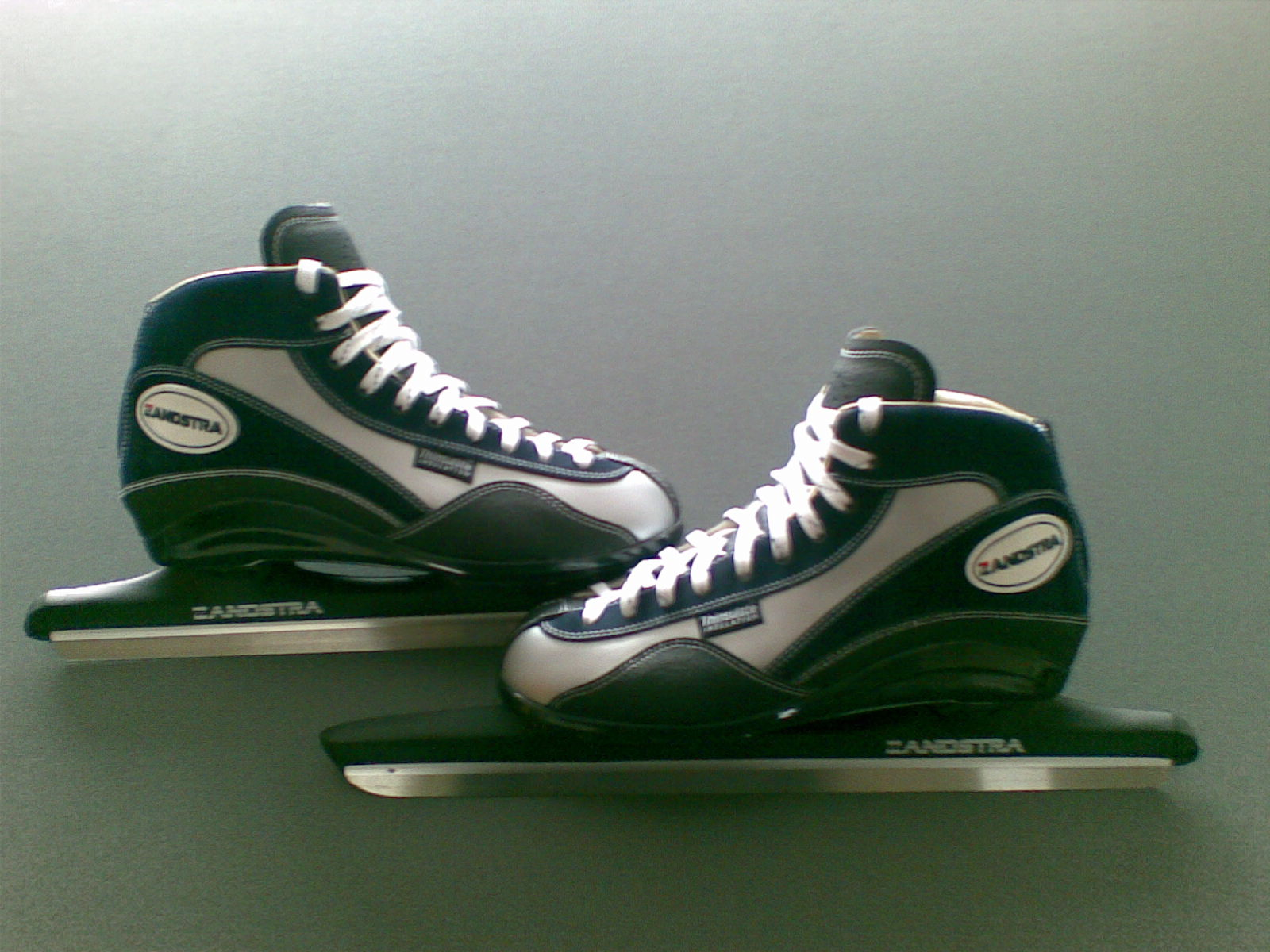
Tourenschlittschuh (niederländische Art)
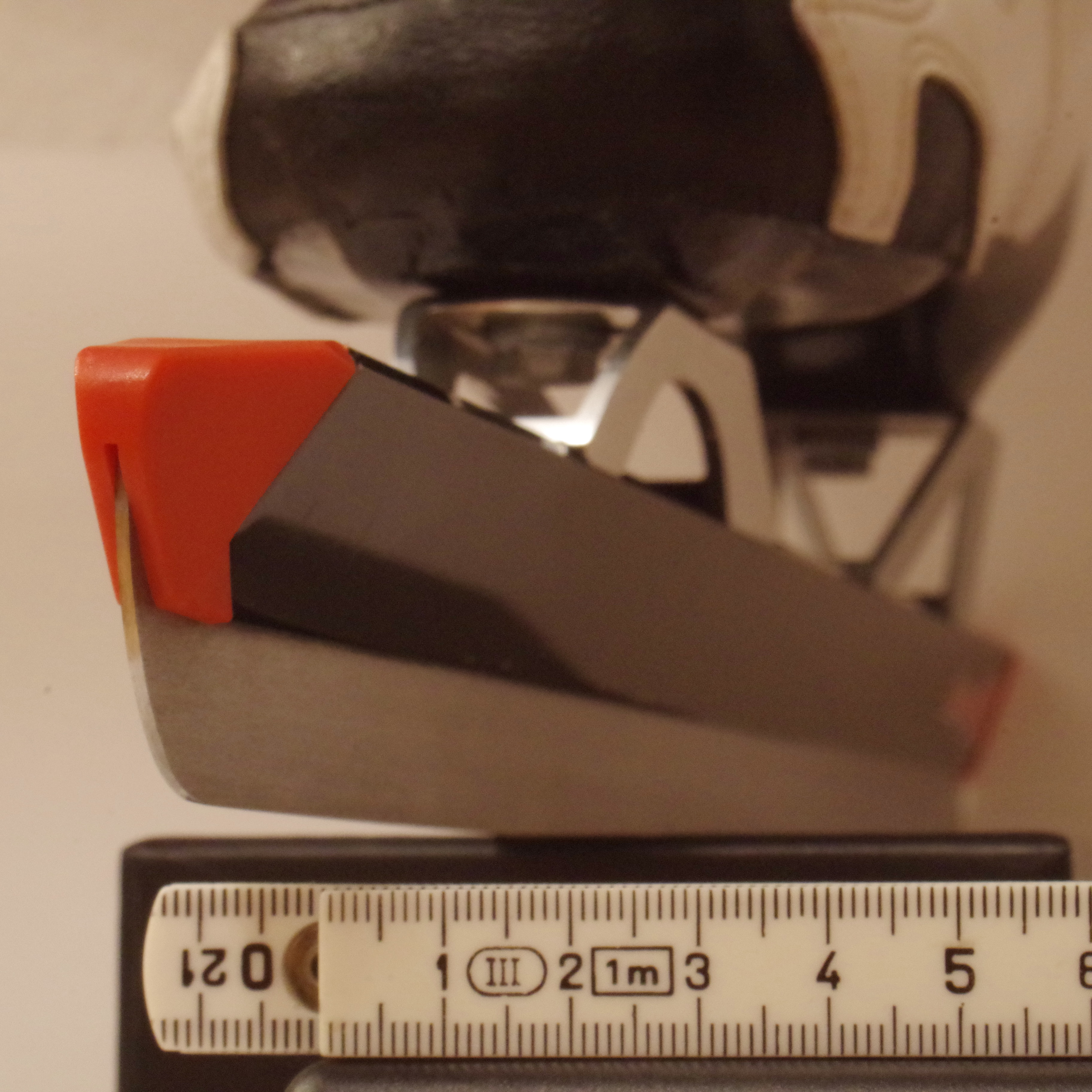
Eisschnellaufkufe (Breite 1,3 mm, Planschliff)
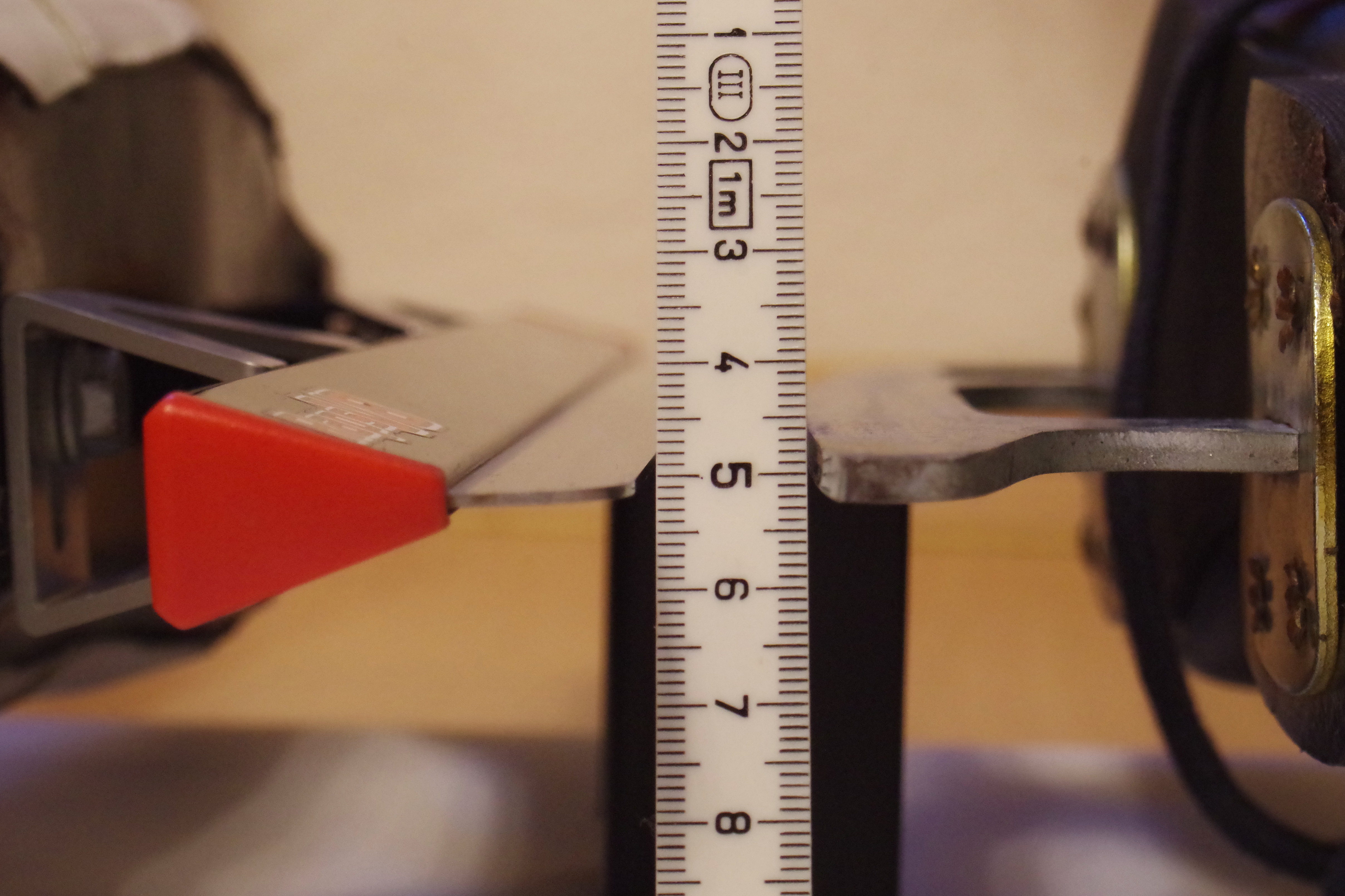
Dickenvergleich zwischen Schnellauf- und konventioneller Kufe
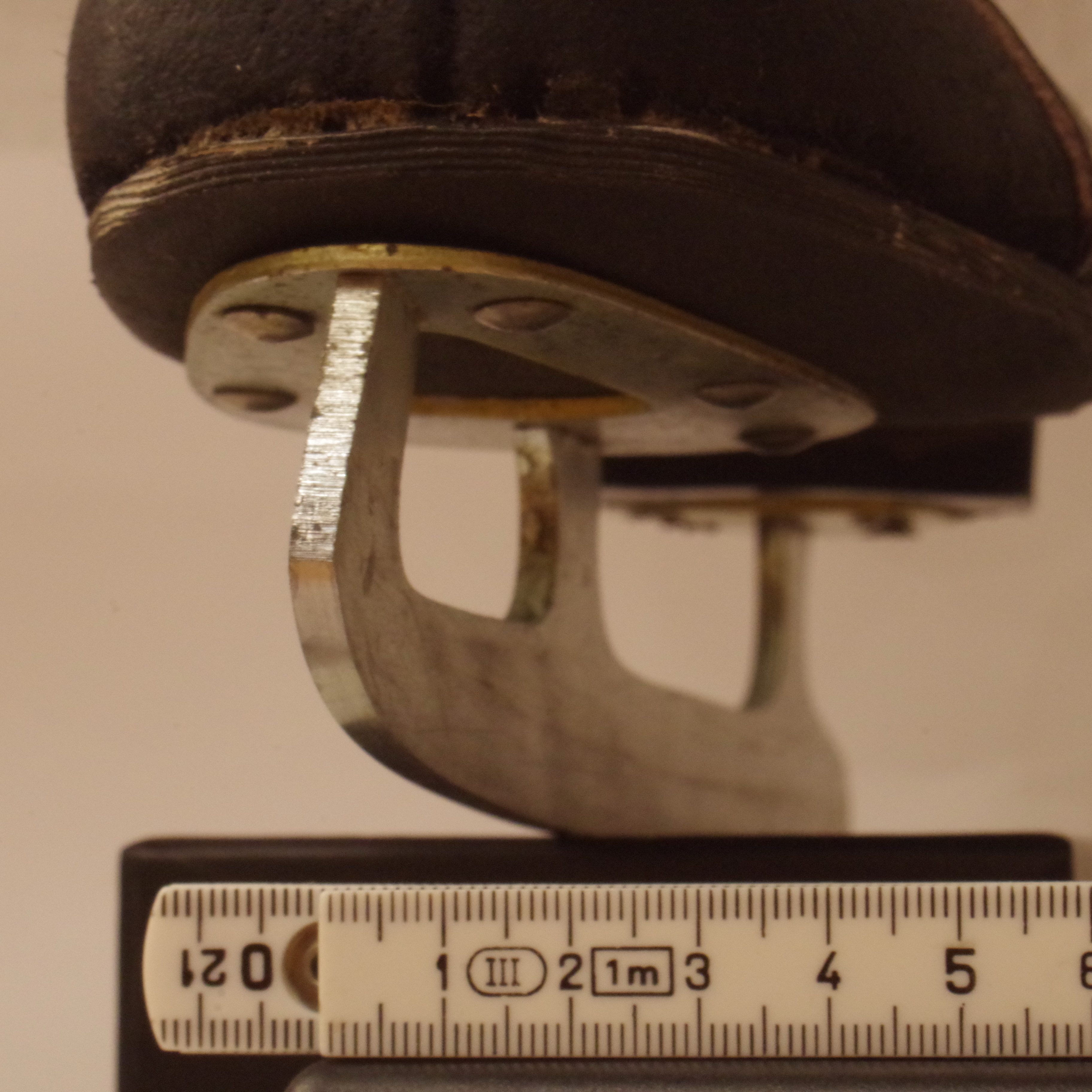
Schlittschuhkufe für Publikumseislaufen (Kunstlaufkufe ohne Zacken, Breite 4 mm, Hohlschliff)

## Die Schutzpatronin der Schlittschuhläufer

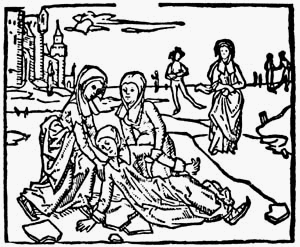
Lidwinas Sturz auf dem Eis, Holzschnitt (1498)

Die Schlittschuhläufer haben eine eigene Schutzpatronin, die Heilige Lidwina von Schiedam. Die aus dem 15. Jahrhundert überlieferte Geschichte berichtet, dass die damals 15-jährige namens Lidwina im Jahr 1395 beim Schlittschuhlaufen so heftig mit einem anderen Läufer zusammenstieß, dass sie schwer verletzt wurde. Nach der Genesung ging sie in ein Kloster und widmete sich bis zu ihrem Tod 1443 dem religiösen Leben. Wegen des Schlittschuh-Unfalls wurde sie zur Schutzheiligen der Schlittschuhläufer.

## Rezeption in Kunst und Literatur
Ein musikalisches Denkmal gesetzt hat dem Schlittschuhlaufen der französische Komponist Emile Waldteufel mit seinem Schlittschuhläufer-Walzer von 1882. Der Darmstädter Kreis um Johann Heinrich Merck, Goethe und Klopstock pflegte das Schlittschuhlaufen.

## Historische Literatur
- Der Eislauf oder das Schrittschuhfahren, ein Taschenbuch für Jung und Alt. Mit Gedichten von Klopstock, Göthe, Herder, Cramer, Krummacher etc. Hrsg. von Christian Siegmund Zindel. Campe Nürnberg, 1825.[10]
- Franz Gräffer: Das Schlittschuhfahren, eine practische Anleitung zum schnellen und richtigen Selbsterlernen dieser genußvollen, stärkenden und edlen Kunst nebst einigen Beygaben. Haas, Wien 1827.
- G. Carl: Die Kunst des Schlittschuh-Laufens als Zweig der Turnkunst betrachtet, so wie sichere Anleitung, die künstl. Touren ohne Gefahr u. in kurzer Zeit zu erlernen. Euler, Mainz 1847.
- George Anderson: The art of skating. London 1867
- H. E. Vandervell, T. Maxwell Wetham: A system of figure-skating, being the theory and practice of the art as developed in England, with a glance at its origin and history. Horace Cox, London 1874.
- W. Swatek: Das Schlittschuhlaufen. Theoretisch-praktische Anleitung., Wien 1874; Figuren, das. 1885.
- Demeter Diamantidi, Carl von Korper, M. Wirth: Spuren auf dem Eise. Die Entwicklung des Eislaufs auf der Bahn des Wiener Eislauf-Vereins. Hölder, Wien 1881.
- Wilhelm Brink: Schlittschuhfahrkunst. (Mit 181 Zeichnungen). Plauen 1881.
- Franz Calistus: Kunst des Schlittschuhlaufens. Hartleben, Wien 1885.
- Max Wirth: Auf den Flügeln des Stahls. In: Die Gartenlaube. Heft 52, 1867, S. 825–831 (Volltext [Wikisource] – illustriert).
- Friedrich Gottlieb Klopstock: Der Eislauf. (Memento vom 18. Oktober 2007 im Internet Archive) 1764